# Jean-Antoine Houdon
Jean-Antoine Houdon, né le 20 mars 1741 à Versailles et mort le 15 juillet 1828 à Paris, est un sculpteur français.
Il est l'un des plus importants statuaires du XVIIIe siècle. Réputé pour le rendu réaliste de ses œuvres, habile non seulement dans le travail en marbre, Houdon avait aussi un talent et aptitude pour façonner la terre, le plâtre et le bronze. On l'appelle souvent « le sculpteur des Lumières ».

## Biographie
La mère de Jean-Antoine Houdon, Anne Rabache, était issue d'une famille de jardiniers du château de Versailles. Quant à son père Jacques Houdon, il était domestique puis concierge de la Nouvelle École des protégés du Roi à Paris, jusqu'en 1775. Cette fonction était plus importante que le sens actuel ne le laisse supposer.
Houdon commence à sculpter enfant, à neuf ans, dans l'atelier de Jean-Baptiste Pigalle, puis devient élève de Michel-Ange Slodtz dont il revendiquera l'influence.
Après l'Académie, Houdon obtient en 1761 la bourse rétribuant le prix de Rome. Il arrive à Rome lorsque le classicisme florissant commence à détrôner le berninisme. Houdon étudie les œuvres de l'Antiquité et les artistes de la Renaissance comme Michel-Ange. Il apprend rapidement à combiner le réalisme avec l'idéalisme grec. Il séjourne à Rome de 1764 à 1768, date à laquelle il revient à Paris. Houdon s'intéresse vivement à l'anatomie du corps humain et veut que ses œuvres soient fidèles à la nature. « J'ai employé ce temps à des études profondes sur l'anatomie comme base du dessin », écrit-il. C'est pendant son séjour à Rome qu'il réalise son chef-d'œuvre l’Écorché, sculpté en 1767 avant son retour à Paris, et son premier succès.
Il est agréé par l'Académie royale de peinture et de sculpture en 1769 où il est reçu le 26 juillet 1777. Il expose au Salon à partir de 1771 jusqu'en 1814.
En 1778, il réalise quatre portraits de Voltaire, dont seul le portrait tête nue donne satisfaction au philosophe et dont la grande version en marbre du Voltaire assis est conservée à Paris à la Comédie-Française. De plus, Houdon moule son masque mortuaire. Il réalise les portraits des philosophes Diderot et Rousseau. En 1787, il réalise le portrait du roi Louis XVI, dont il présente le marbre au Salon de 1790.

### Ateliers
Houdon s'installe en mars 1772 dans un atelier fondé en 1731 rue du Faubourg-du-Roule (actuellement 195-205, rue du Faubourg-Saint-Honoré) comprenant une fonderie où ont travaillé les sculpteurs Jean-Baptiste Lemoyne, Edme Bouchardon et Jean-Baptiste Pigalle. Il en est chassé en mars 1787 et achète le 21 mars 1787 une propriété en face au 76-78, rue du Faubourg-du-Roule (actuellement 228, rue du Faubourg-Saint-Honoré) où il construit des fourneaux. Il y réalise de nombreux chefs-d'œuvre, les statues d'Apollon en 1788, de Diane en 1788, l'écorché en 1790. Les opérations de fonte étaient ouvertes au public pour lequel Houdon distribuait des billets d'entrée. Il y vit avec sa famille jusqu'à sa mort.

### Voyage en Prusse et commandes en Russie

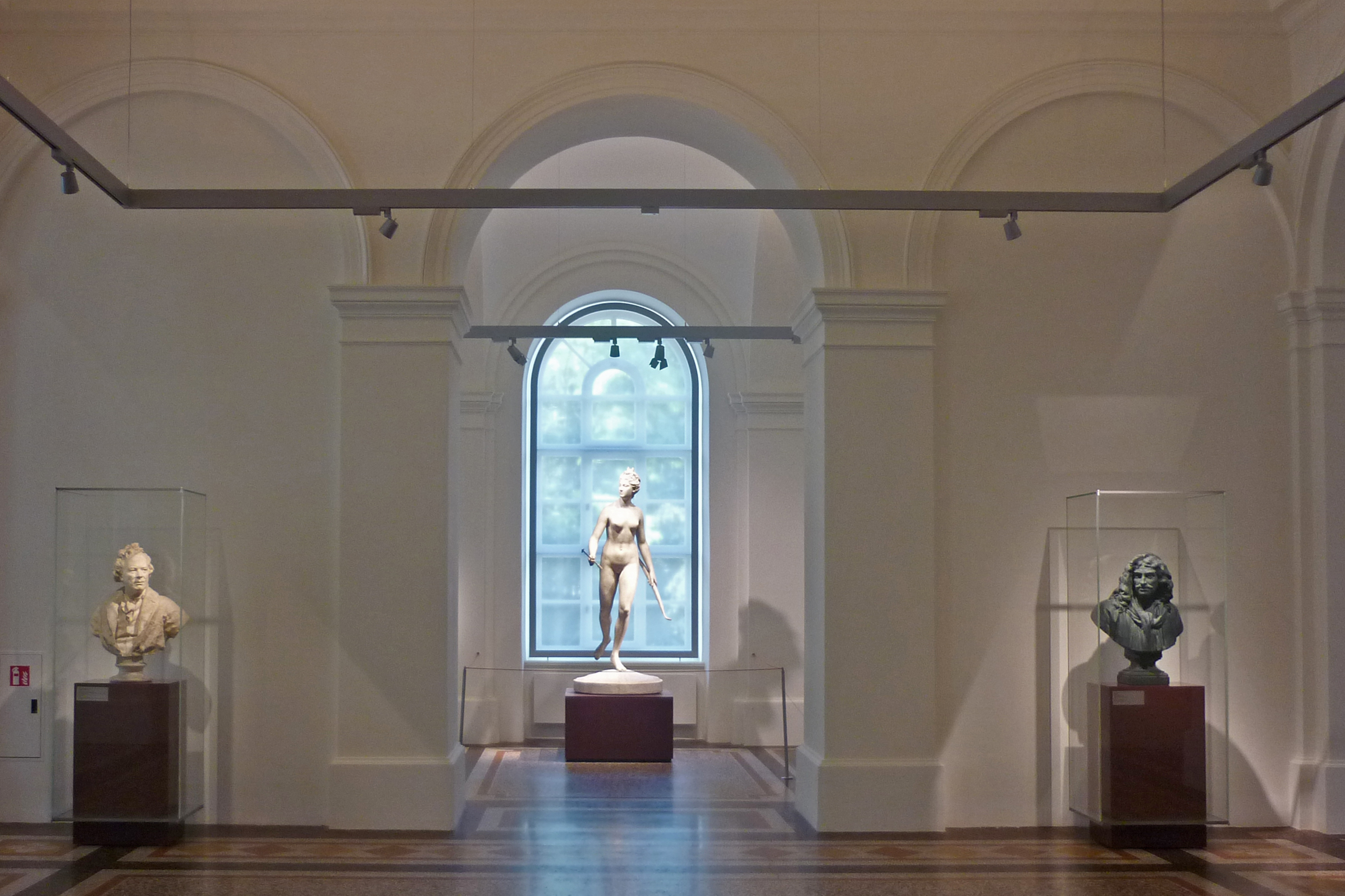
Présentation de sculptures de Houdon au château de Friedenstein.

Sa rencontre avec Diderot, et le succès du portrait du philosophe « au naturel » (1771), c'est-à-dire sans perruque, ouvre les portes des cours étrangères de Prusse et de Russie. Houdon fait deux voyages à la cour de Saxe-Gotha, principauté de Thuringe, pour répondre à la commande d’un mausolée en mémoire de la duchesse Louise-Dorothée et du   duc Frédéric III. Leur fils le duc Ernest II Saxe-Gotha-Altenbourg commande alors plusieurs centaines de plâtres à Houdon, lui offrant un véritable musée visible aujourd'hui encore au château de Friedenstein, à Gotha.
Après la haute société allemande qui lui passe de nombreuses commandes, c'est la cour de Russie avec les figures des princes Dimitri Alexievitch Galitzine et Stroganov qui lui passe commande des portraits de Diderot et la tsarine de Russie Catherine II . La cour de France ne lui passe, elle, que trois commandes.

### Voyage aux États-Unis

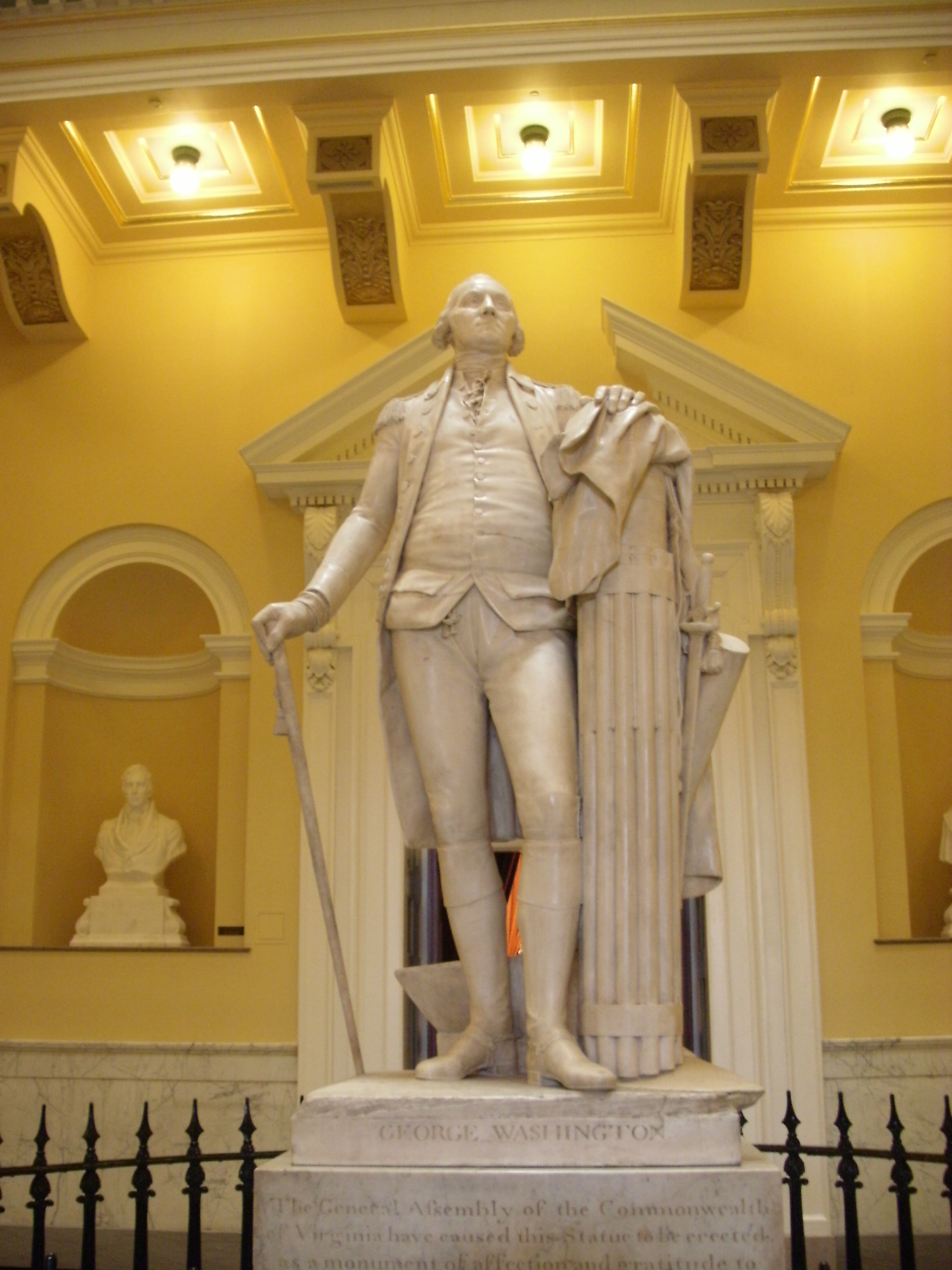
George Washington, Richmond, Capitole de l'État de Virginie.

Houdon fait partie d'une loge maçonnique, les Neuf Sœurs, qui a soutenu la jeune république américaine. Il y côtoie Benjamin Franklin, et lorsque celui-ci retourne en Amérique, fait la connaissance de son remplaçant, Thomas Jefferson, qui lui commande un buste et le persuade de faire une statue de George Washington. En 1785, « appelé par l'État de Virginie pour fixer les traits de Washington », Houdon traverse l'Atlantique et passe quinze jours à Mount Vernon pour saisir les traits de Washington qui pose pour lui. Houdon est accompagné de ses assistants praticiens Bégler et Michetti. L'État de Virginie paye 25 000 livres plus une caution de 10 000 livres à la famille du sculpteur s'il arrivait malheur pendant le voyage qui dure de juillet 1785 à janvier 1786. Une des statues de Washington se trouve aujourd'hui au capitole de Richmond. Les sculptures sont sculptées à Paris et envoyées aux États-Unis en 1796. Houdon est un des rares artistes européens de son temps à avoir fait le voyage en Amérique du Nord.
Peu après être retourné à Paris en 1788, Houdon présente au Salon des statues mythologiques et allégoriques, notamment une Diane et une Baigneuse (New York, Metropolitan Museum of Art).

### Le mariage avec Cécile Langlois
Houdon se marie le 1er juillet 1786 avec Marie-Ange-Cécile Langlois. Elle va prendre en charge la gestion de l'atelier du sculpteur, tant pour les relations commerciales des éditions qu'avec les commanditaires pour les contrats et les paiements. Fille adoptive de la comtesse de Villagagnon et du banquier britannique Thomas Walpole, cousin de Horace Walpole et descendant du premier ministre britannique Robert Walpole. Cécile Houdon traduit le roman anglais Belmour, de la sculptrice et romancière anglaise Anne Seymour Damer, qui est sa cousine par alliance.
Avec son mari ils auront trois filles, Sabine (née en 1787), Claudine (née en 1788) et Anne-Ange (née en 1790) qui servent au sculpteur plusieurs fois de modèles pendant les années de la Révolution.
La peintre et graveuse Joséphine Calamatta (1817-1893) est leur petite-fille. Une peintre, morte à Paris en 1795, semble être une parente du sculpteur. Le 3 janvier 1790, il est témoin du mariage de sa cousine germaine la peintre Marguerite-Julie-Antoinette Houdon.

### Pendant la Révolution

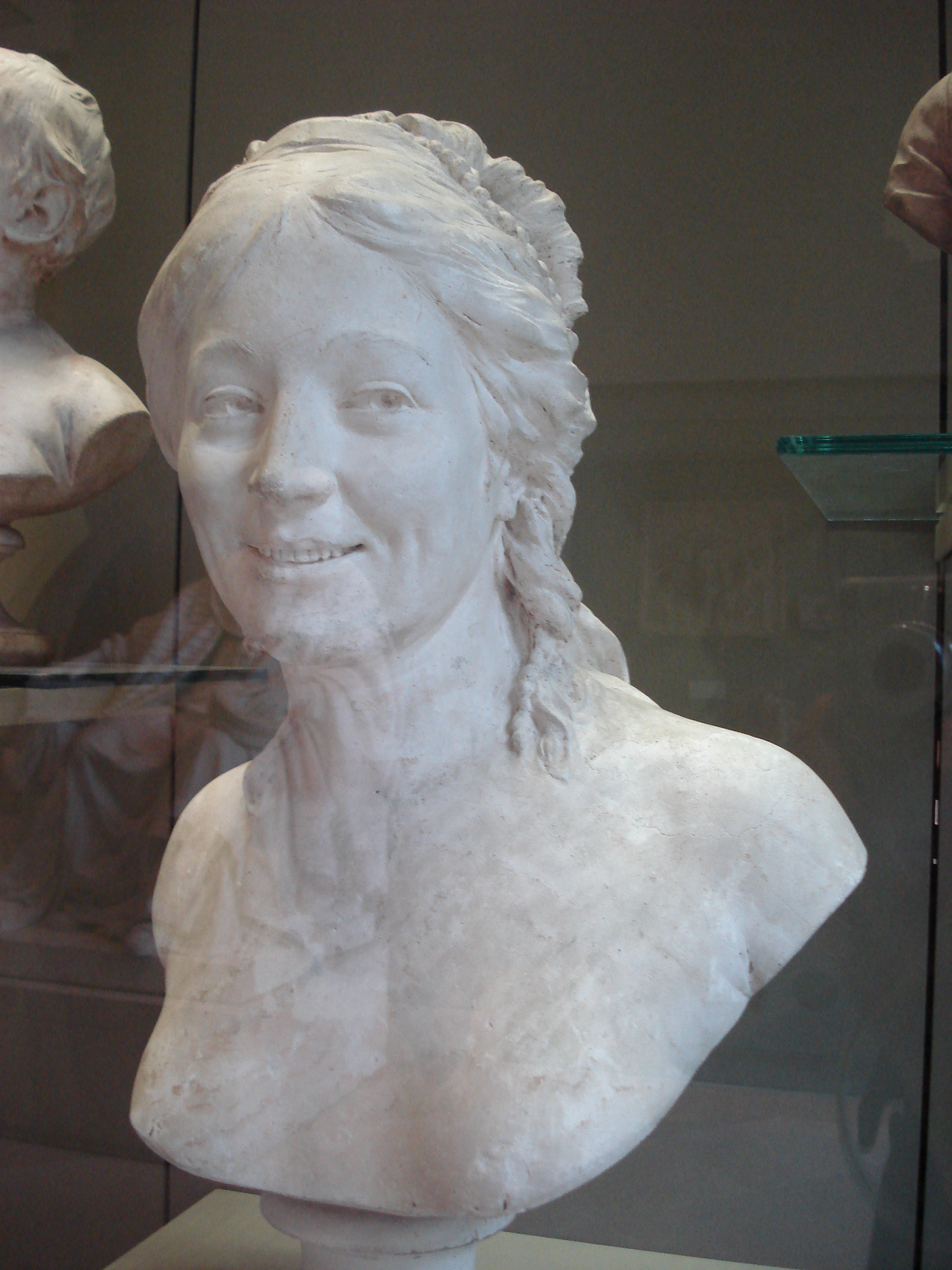
Madame Houdon, née Marie-Ange-Cécile Langlois (1765-1823), épouse de l'artiste (1786), Paris, musée du Louvre.

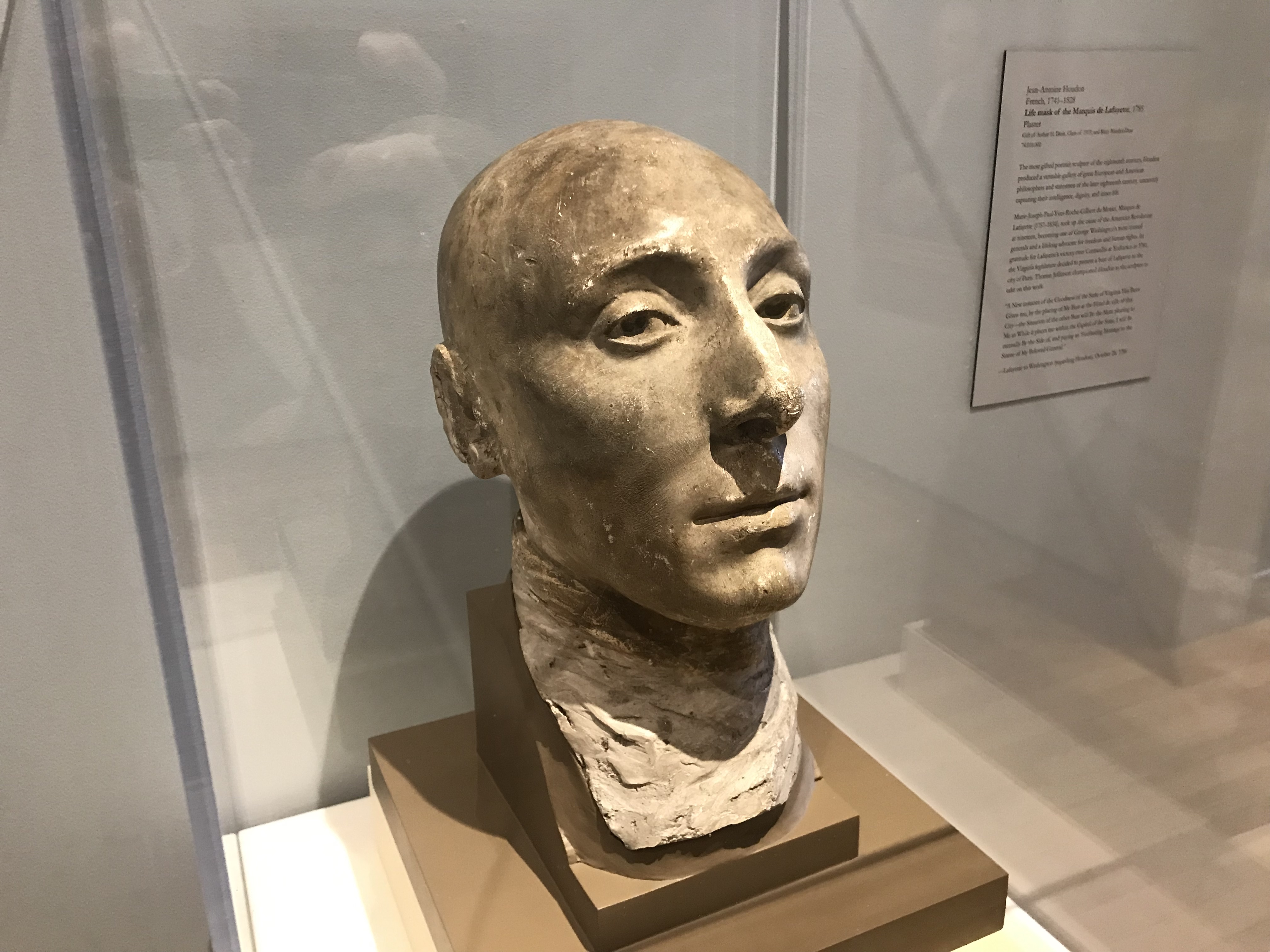
Moulage sur le vif du masque du marquis de Lafayette (1785), Ithaca, Herbert F. Johnson Museum of Art.

Parmi ses bustes exposés au Salon de 1790 figurent ceux de La Fayette, de Benjamin Franklin, d'Honoré de Mirabeau, de Jacques Necker, et de Jean Sylvain Bailly. En 1793, dénoncé par Jacques-Louis David, au Comité de Salut Public pour avoir travaillé une statue de Sainte Scolastique, Houdon est acquitté en transformant sa sculpture en Philosophie. La sculpture est payée et placée dans la salle de Séances de la Convention en 1795. Houdon propose alors de réaliser un Monument à Jean-Jacques Rousseau aux Champs-Élysées, puisqu'il a réalisé le masque mortuaire du philosophe,.
Devant se défendre, Houdon produit un mémoire où il explique que son œuvre est pillée par la contrefaçon, et qu'il a dû dès 1787 créer son propre atelier de fonderie pour fondre en bronze ses portraits de Voltaire, Rousseau, ainsi que son fameux Écorché en 1792. En 1793, il offre à l'Académie des beaux-arts un moulage de Cheval écorché moulé sur nature,.
En 1795, sous le Directoire, Houdon est nommé membre de l'Institut. Lorsqu'il cesse d'exposer en 1814, il aura successivement travaillé sous Louis XVI, sous la Révolution française et sous l'Empire.

### Professeur de sculpture
Sous l'Empire, tous ceux qui comptent passent par son atelier, l'Empereur, Joséphine, maréchaux et artistes en renom. En 1806, il réalise une sculpture monumentale de Napoleon Ier en bronze pour la Colonne de la Grande Armée à Boulogne mais également des portraits en marbre de l'Empereur (aujourd'hui à Versailles).
Il est nommé chevalier de l'Empire le 1er avril 1809.
En 1812, il réalise la sculpture de Voltaire debout pour le Panthéon de Paris.
En 1814, il participe pour la dernière fois au Salon.
Houdon est nommé professeur à L'Ecole des Beaux-Arts de Paris, le 24 janvier 1805, succédant à Pierre Julien. Il y reste jusqu'en 1823, date à laquelle meurt son épouse. Agé de 82 ans, Houdon demande sa retraite et meurt en 1828 à Paris.
Durant ces cinq dernières années, spectateur assidu de la Comédie Française où il a une loge, il se dégrade lentement. Lors de ses lentes promenades il ramasse des pierres et des cailloux qu'il observe avec attention et rêverie, ce qui pour ses contemporains était un signe de retour à l'enfance .
À sa mort son atelier au Palais de l'Institut et l'intérieur de son domicile à la Bibliothèque Royale, sont mis en vente dans deux vacations cataloguées.
Il est inhumé au cimetière Montparnasse.

### Le portraitiste

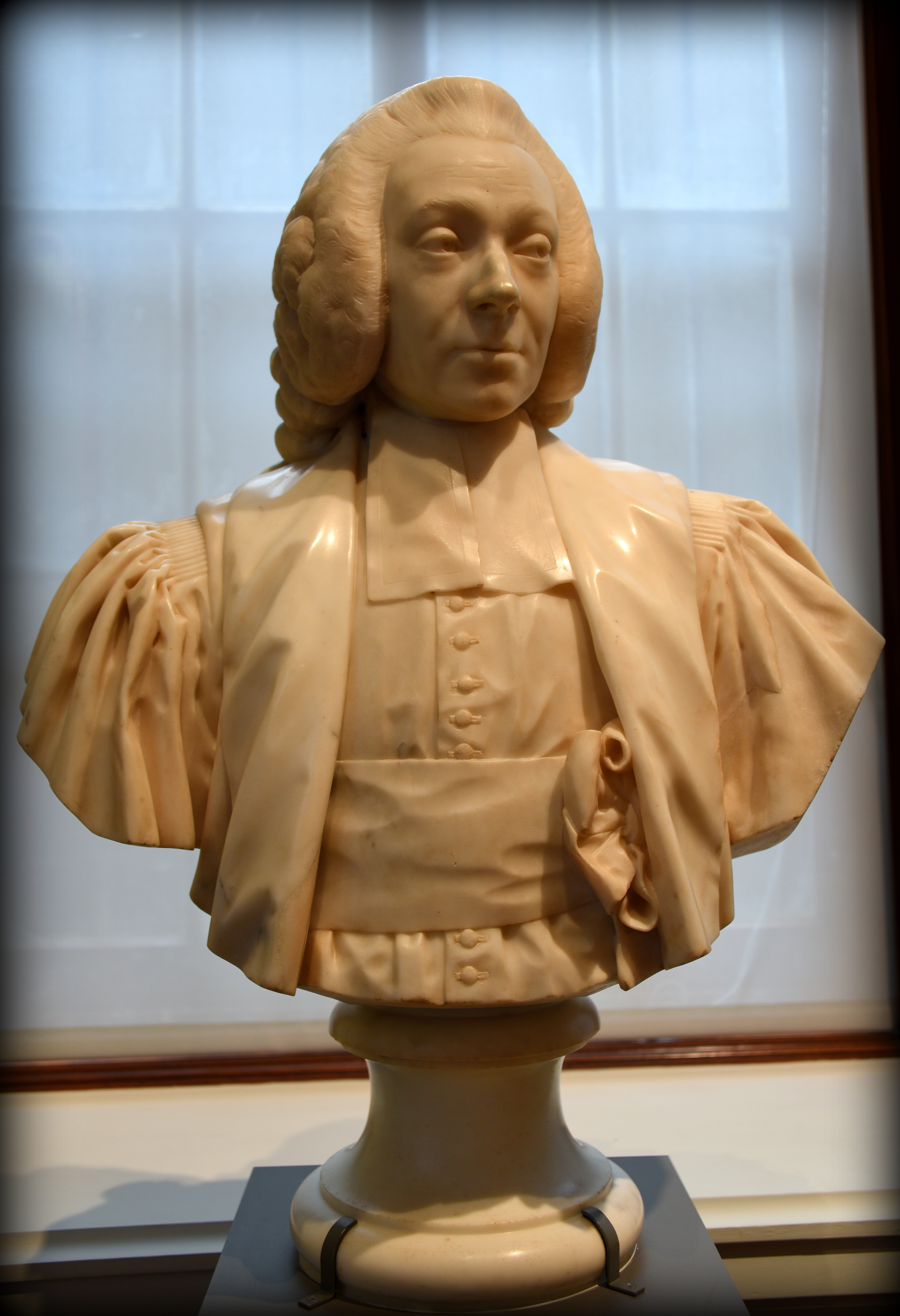
Le Marquis de Miromesnil (1775), Londres, Victoria and Albert Museum.

Houdon est principalement connu comme portraitiste. Ses portraits sont extrêmement précis et vivants et de nombreuses personnalités de son temps posent pour lui. On lui doit les bustes de la tsarine Catherine II de Russie et du philosophe Denis Diderot, quatre bustes différents de Voltaire, un buste posthume de Jean-Jacques Rousseau ainsi qu'un buste de Cagliostro. Le réalisme du rendu des yeux de ses portraits est célèbre. Melchior Grimm, frappé par le jeu de la lumière et l'expressivité de leurs regards, remarquait que : « Houdon est, peut-être, le premier sculpteur qui ait su modeler les yeux ». Auguste Rodin remarquait : « Le regard, c’est plus de la moitié de l’expression pour ce statuaire. À travers les yeux, il déchiffrait les âmes. ».
On peut encore citer ses portraits de Voltaire (en buste, en pied au Panthéon de Paris, ou assis au musée de l'Ermitage à Saint-Pétersbourg), de la comédienne Sophie Arnould, de Molière, de Boissy d'Anglas, de Napoléon Bonaparte, ainsi que ceux de plusieurs grands hommes américains : outre celui de Washington déjà évoqué, de Robert Fulton, Benjamin Franklin ou Thomas Jefferson.

### Les bustes pour l'Opéra
Houdon fit le portrait du musicien et compositeur d'opéra Christoph Willibald Gluck en 1777. Au Salon, le réalisme saisissant du portrait scandalisa les partisans d'une idéalisation du portrait. Le sculpteur n'avait pas hésité à représenter les cicatrices profondes de la petite vérole sur le visage du compositeur, marques que les artistes tel le peintre Duplessis avaient pris soin d'effacer. Le buste fut cependant placé dans le foyer de l'opéra.
Les méthodes commerciales de Houdon sont connues à travers le contrat qu'il établit en 1775 avec la cantatrice Sophie Arnould représentée dans le rôle d'Iphigénie de Gluck. Il lui vend pour 3 800 livres son portrait en marbre, auquel s'ajoutent 30 tirages en plâtre sur piédouches, l'original en terre accompagné d'une clause pour 20 tirages en plâtre supplémentaires à 60 livres chaque.

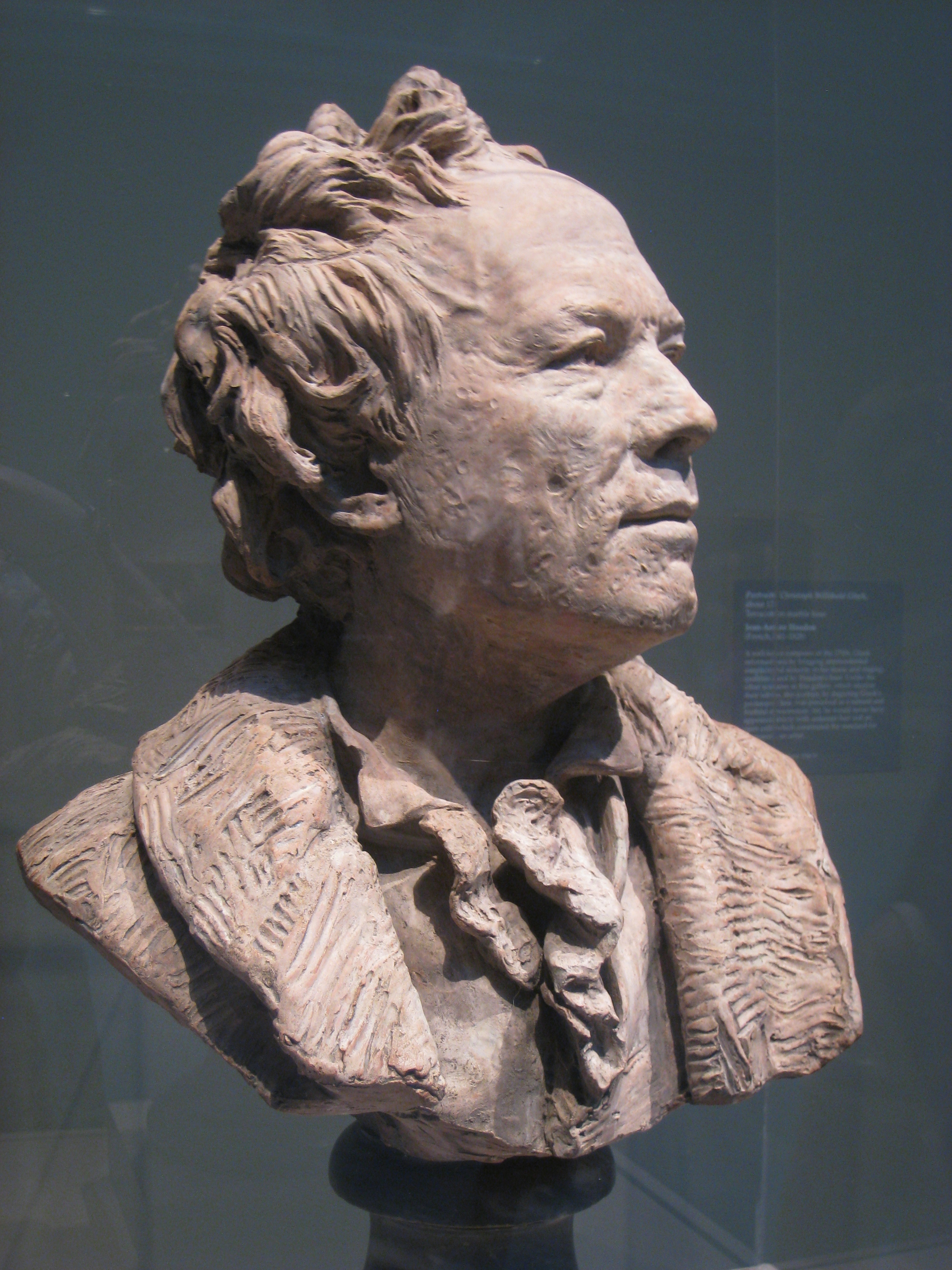
Buste de Christoph Willibald Gluck (1777), Cleveland Museum of Art.
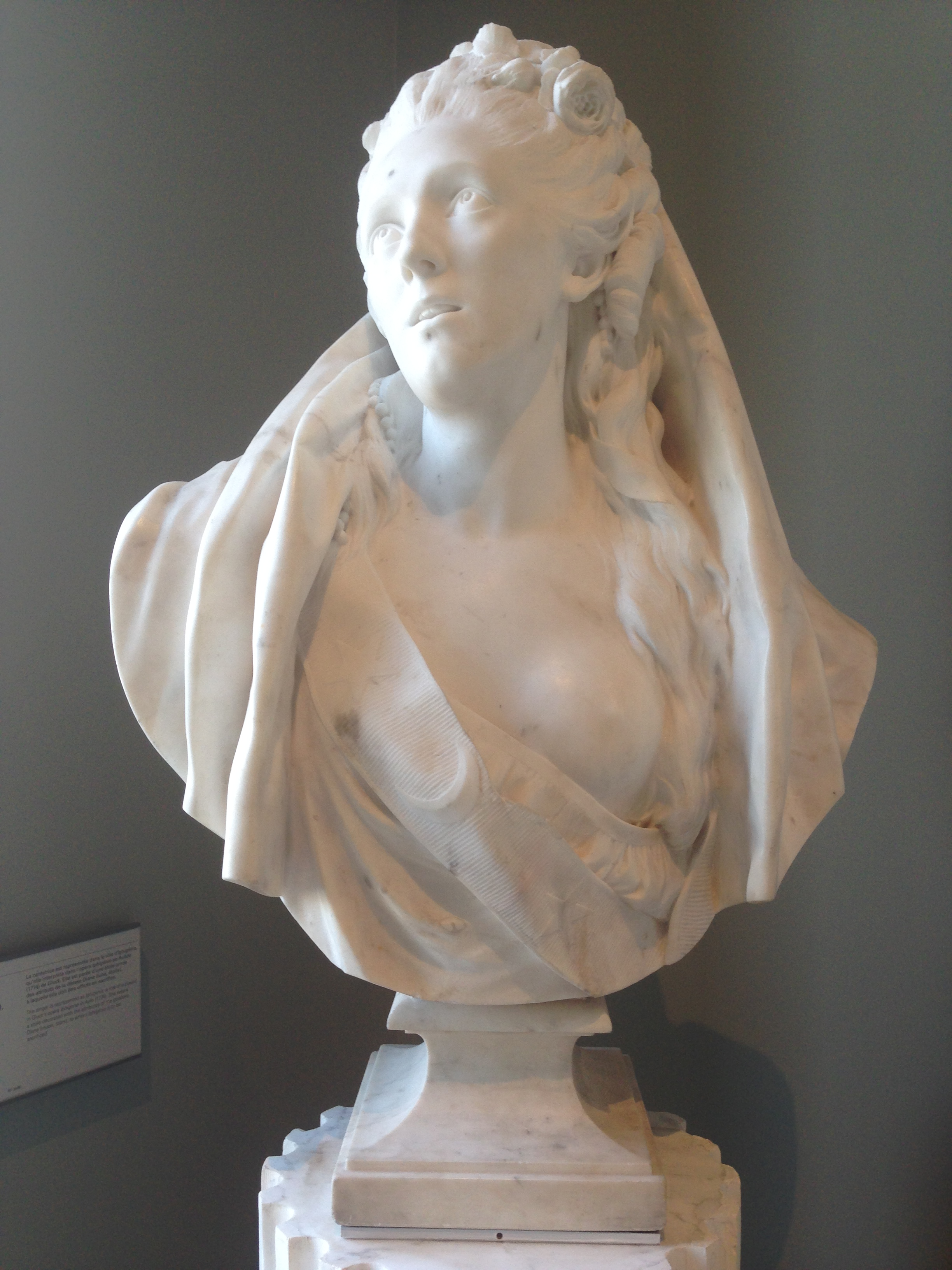
Sophie Arnould en Iphigénie (1775), marbre, Paris, musée du Louvre.

## LesÉcorchés

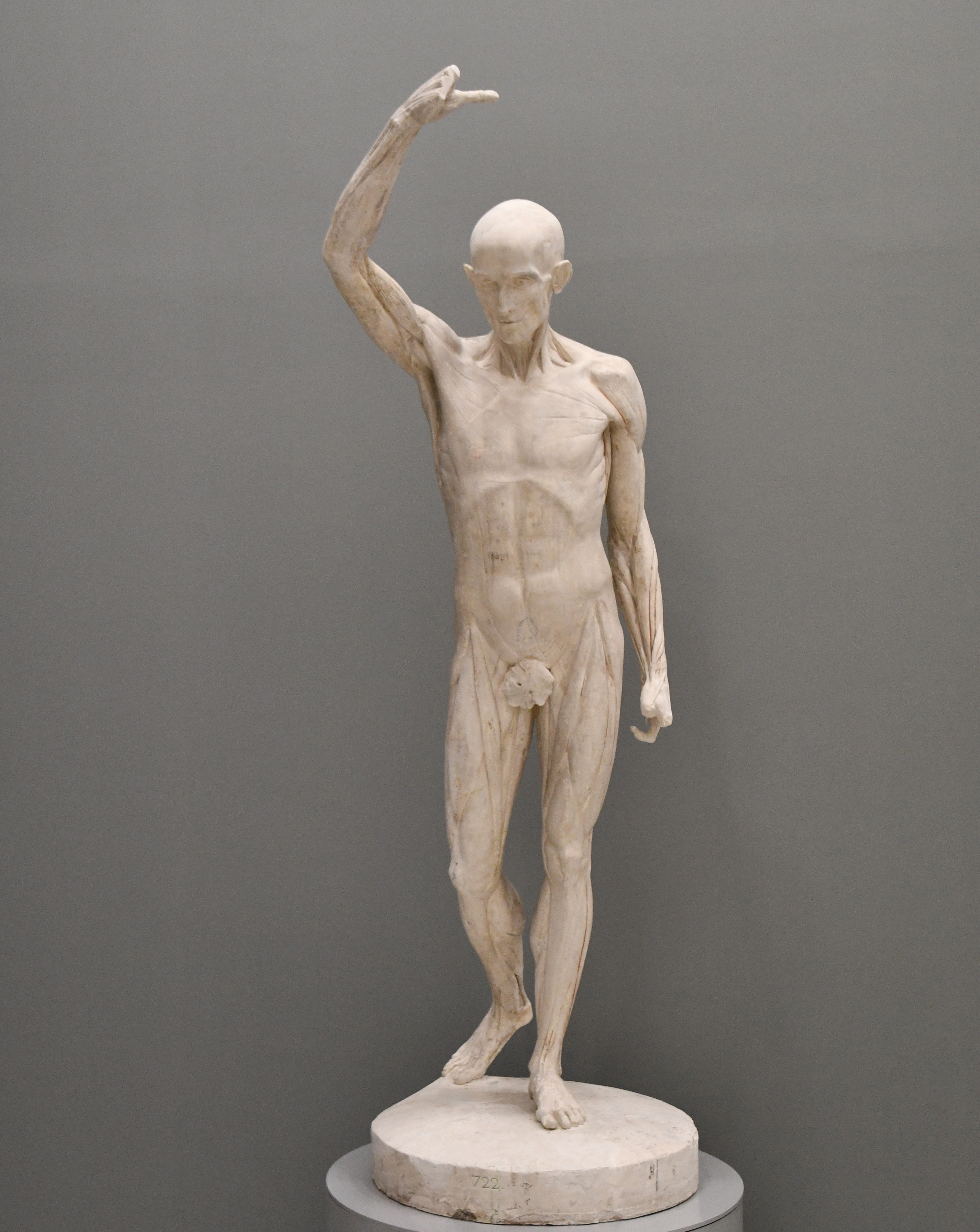
Écorché bras replié sur la tête, Montpellier, musée Fabre.

Chef-d'œuvre du sculpteur qui se passionne pour l'anatomie, l’Écorché, bras droit tendu devant de 1766-1767, et sa variante, l’Écorché, le bras replié au-dessus de la tête, restent aujourd'hui des modèles de référence dans l'apprentissage de l'anatomie artistique.
Le Musée du Louvre a acquis en 2022 la statuette Homme écorché debout, le bras droit élevé, sculptée en 1776 par Houdon et fondue en bronze par Pierre-Philippe Thomire,.
Houdon s'est intéressé à ce sujet dès son séjour à l'Académie de France à Rome, en 1764-1768. Il y a suivi les cours d'anatomie sur les cadavres donnés par un professeur de chirurgie. Passionné par la myologie, il a alors réalisé le premier écorché en plâtre, grandeur nature, avec le bras tenu à l'horizontale, qui a été acquis en 1767 par l'Académie de France à Rome. Il est toujours conservé à la Villa Médicis. Par la suite, il a donné d'autres écorchés en plâtre à d'autres académies, à Gotha en Saxe, à Paris, ... Il a réalisé en 1778 une version en plâtre grandeur nature envoyée en 1779 à la Société des beaux-arts de Montpellier (1779-1787) et conservé aujourd'hui au musée Fabre. En 1790, il a réalisé un bronze destiné à l'Académie royale de peinture et de sculpture, aujourd'hui à l'École des beaux-arts.

Écorché, bras droit tendu devant (1766-1767)
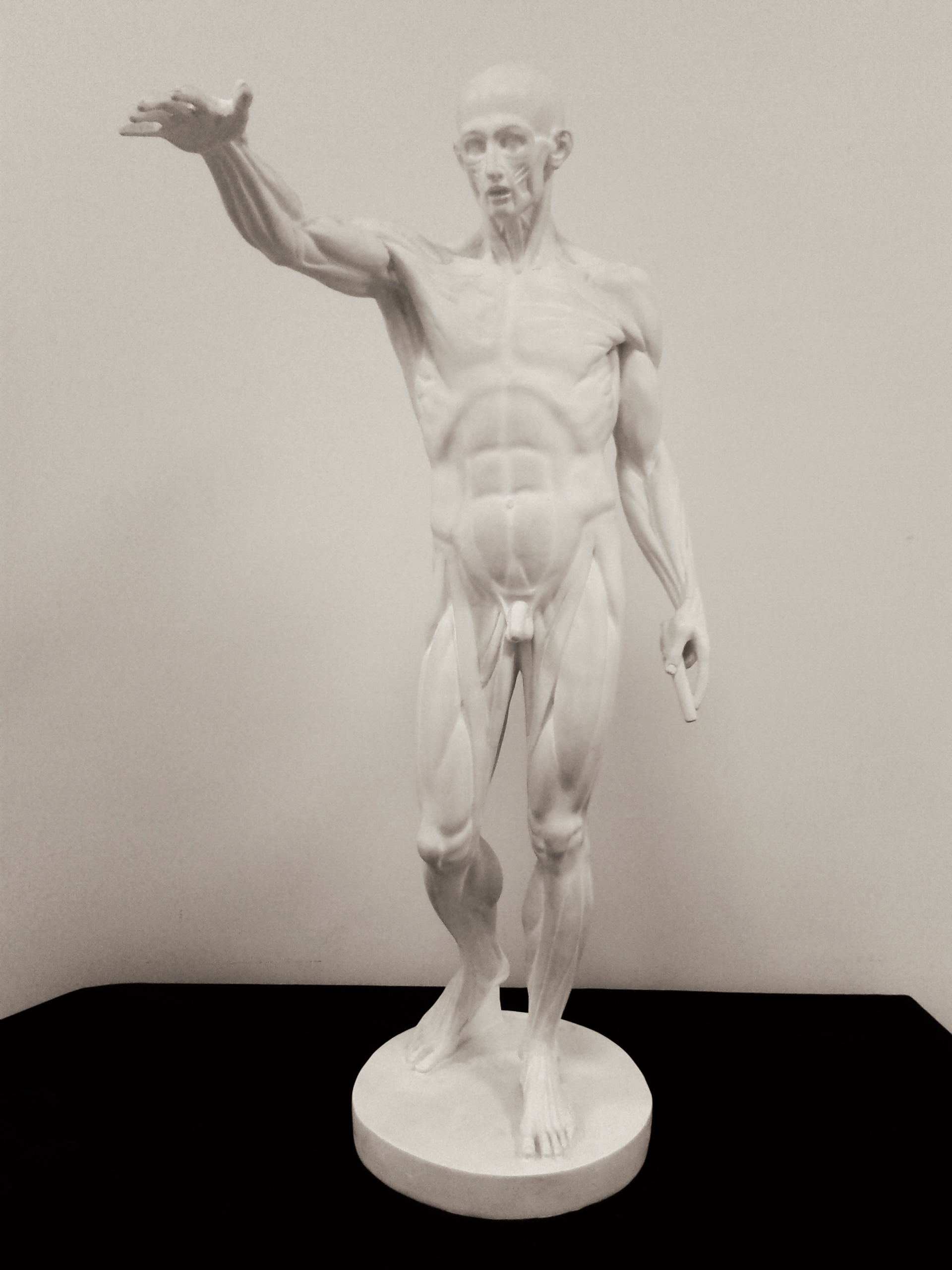
Reproduction en plâtre d'après Houdon.
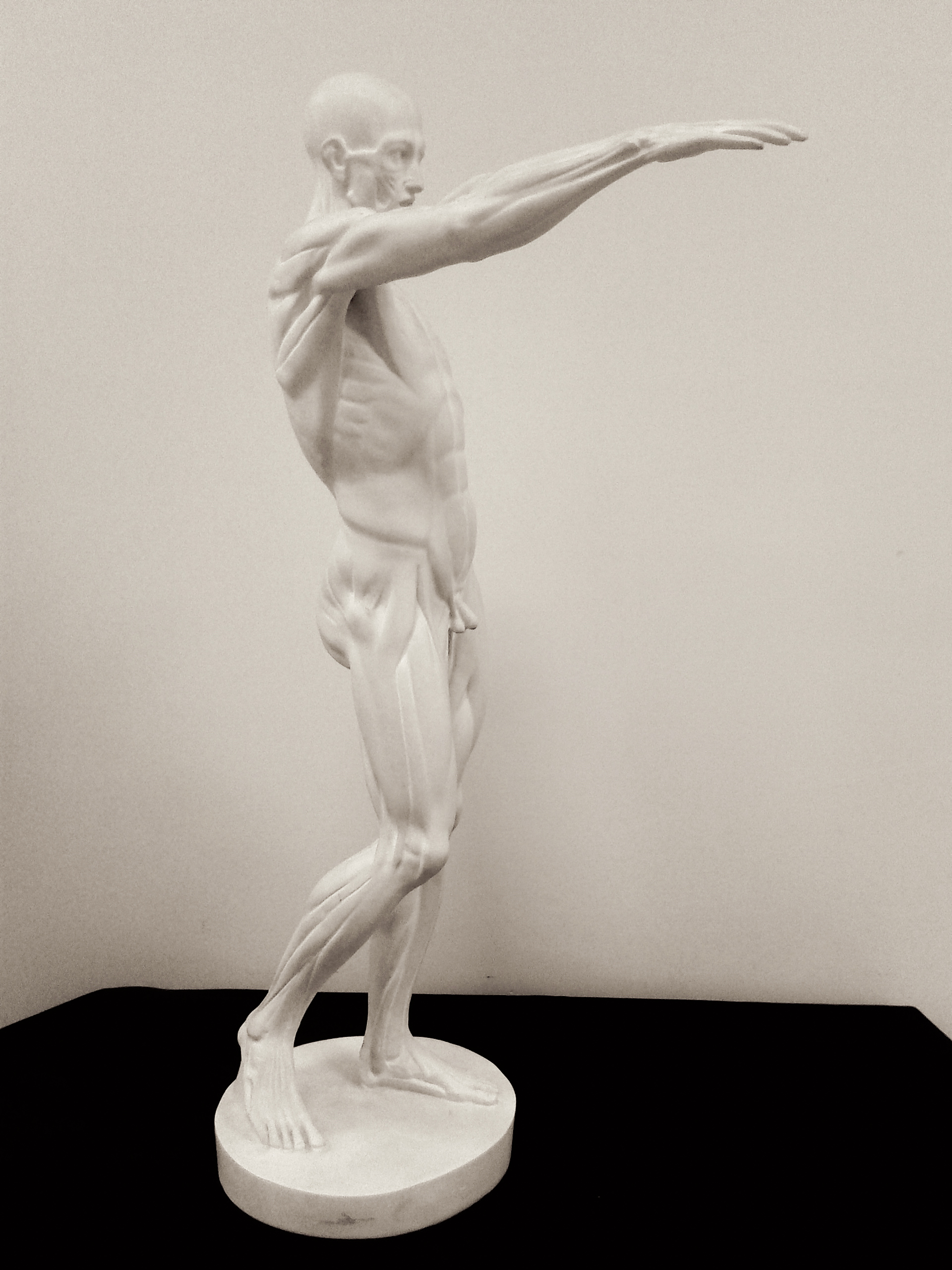
Reproduction en plâtre d'après Houdon.
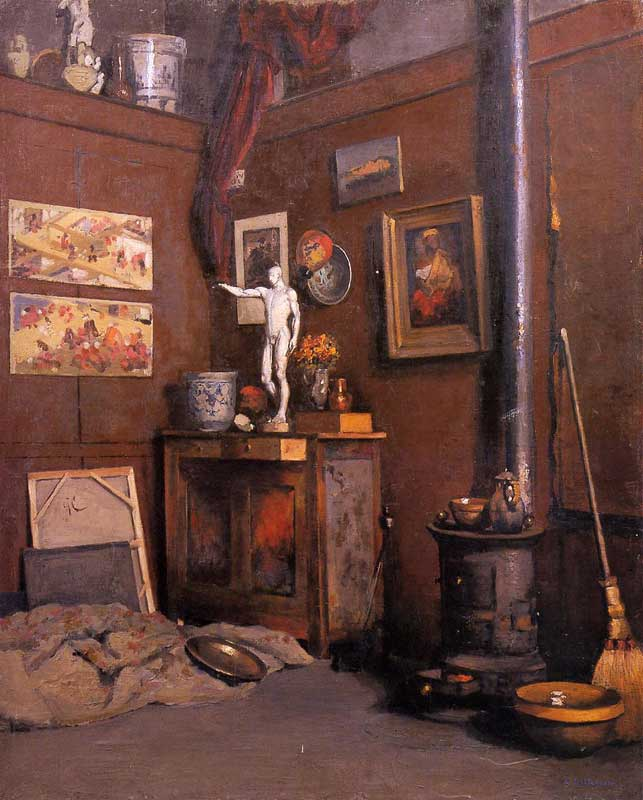
Gustave Caillebotte, Intérieur d'atelier au poêle (1873-1874), collection particulière. L'écorché est visible au centre.

## La Frileuse(ouL'Hiver) etL'Été
Pendant de la statue de L'Été (1785, Montpellier, musée Fabre), L'Hiver, dit aussi La Frileuse, fut un grand succès d'édition en bronze. L'esquisse en terre cuite (1781) et la statue en marbre (1783) sont conservées au musée Fabre.

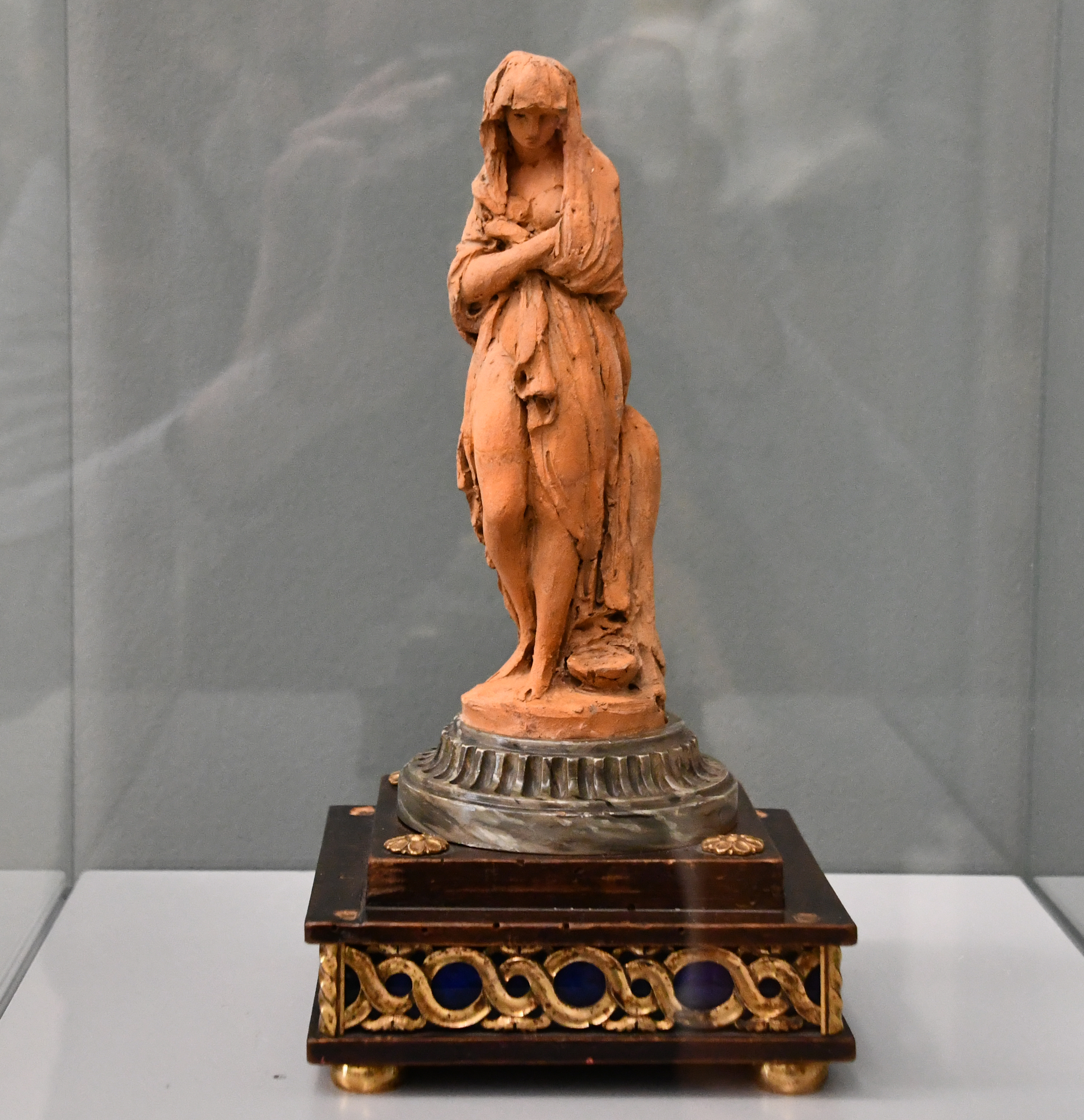
La Frileuse (1781), esquisse en terre cuite, Montpellier, musée Fabre.
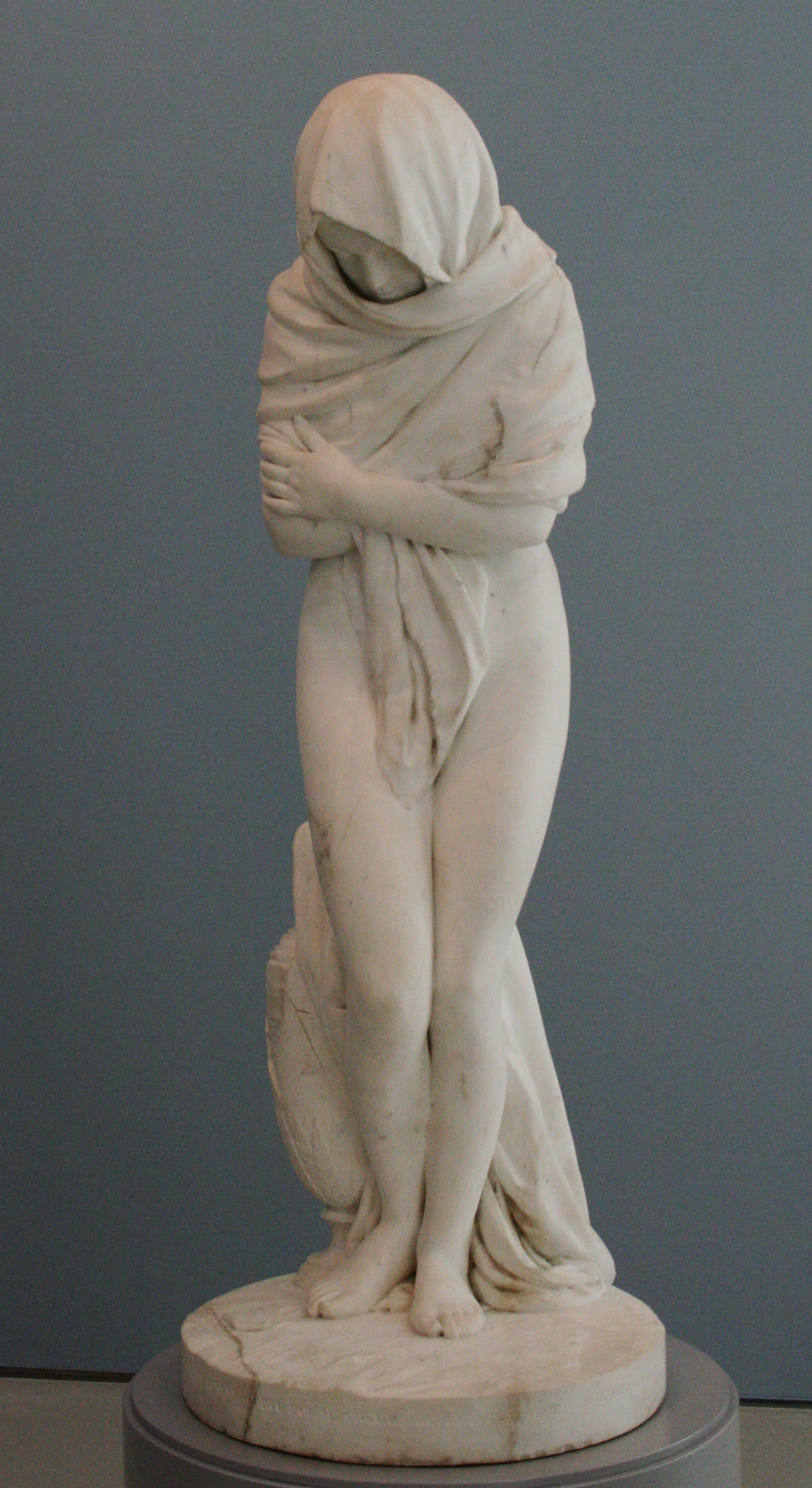
La Frileuse (1783), marbre, Montpellier, musée Fabre.
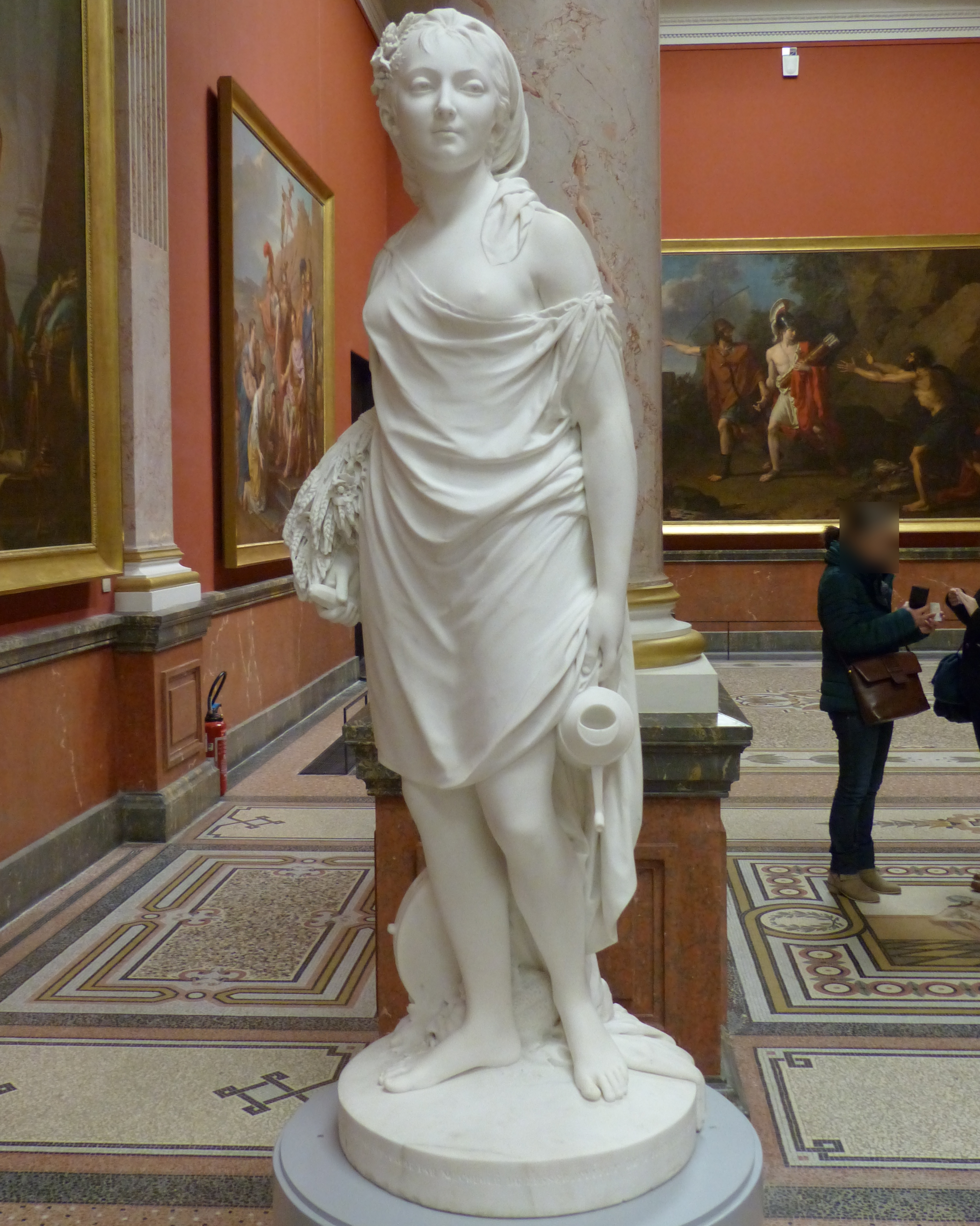
L'Été (1785), marbre, Montpellier, musée Fabre.

## Œuvres dans les collections publiques
Allemagne

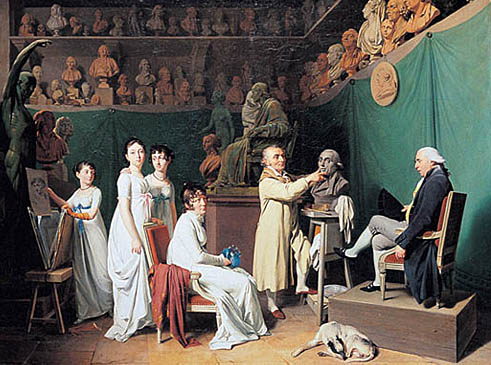
Louis Léopold Boilly, L'Atelier de Houdon (vers 1804), Paris, musée des Arts décoratifs.

- Berlin, musée de Bode : Portrait du baron de Vietinghoff, 1791, buste en marbre[41]. Le plâtre a été exposé au salon de Paris en 1777.
- Gotha, musée ducal (de) :
  - Écorché, 1767, statue en plâtre ;
  - Morphée, vers 1769, statue en plâtre ;
  - Denis Diderot, 1771, buste en plâtre ;
  - Voltaire, 1778, buste en plâtre teinté bronze ;
  - Jean-Jacques Rousseau, 1778, buste en plâtre teinté bronze.
- Altenbourg, Musée Lindenau (de) :
  - L'Astronome Jérôme Lalande, 1802, buste en terre cuite ;
  - L'Astronome et politicien Jean-Sylvain Bailly, 1788, buste en terre cuite.

États-Unis
- Richmond, Capitole de l'État de Virginie : George Washington, 1785-1792, statue en marbre.
- Los Angeles, musée d'art du comté de Los Angeles : Cagliostro 1786, buste en plâtre.
- Washington, National Gallery of Art :
  - Buste de Voltaire avec perruque, 1778, marbre ;
  - Cagliostro 1786, buste en marbre.
- Worcester, Worcester Art Museum : Portrait de Claudine Houdon, vers 1793, marbre.
- New York, Metropolitan Museum of Art : 
  - Portrait de Sabine Houdon âgée de dix mois, vers 1788, marbre;
  - L'Hiver ou La Frileuse, 1787, bronze.
- Seattle, Seattle Art Museum : Portrait de Sabine Houdon âgée de quatre ans, 1791, marbre[42].

France
- Aix-en-Provence, bibliothèque Méjanes : Buste du marquis de Méjanes, 1786-1787, marbre[43].
- Dijon, musée des Beaux-Arts : Portrait de Buffon, vers 1781, buste, plâtre original[44].
- Gray, musée Baron-Martin : Voltaire assis dans un fauteuil, statuette en plâtre patiné façon terre cuite, réduction d'après le modèle de 1781, 33 × 18 × 26 cm, dépôt du la Manufacture de Sèvres.
- Grenoble, musée de Grenoble : Buste du marquis de Franquières, 1799, marbre.
- Lyon, musée des Beaux-Arts : Buste de fillette, 1791, plâtre.
- Montpellier, musée Fabre :
  - L'Hiver ou La Frileuse, 1781, esquisse, statuette en terre cuite ;
  - L'Hiver ou La Frileuse, 1783, statue en marbre[45] ;
  - L'Été, 1783, statue en marbre[46] ;
  - Écorché, le bras replié au-dessus de la tête, ou Écorché, bras levé, statue en plâtre[47] ;
  - Voltaire assis, vers 1780-1790, statue en terre cuite et plâtre[48] ;
  - Buste du marquis de Miromesnil, vers 1781, marbre[49] ;
  - Buste d'un magistrat inconnu, 1788, marbre[50] ;
  - Buste de Molière, vers 1779, plâtre[51] ;
  - Buste de Benjamin Franklin, vers 1779, plâtre[52].
- Paris :
  - Comédie-Française : Voltaire assis, 1781, statue en bronze.
  - École nationale supérieure des beaux-arts, galerie de Morphologie : Écorché, bras droit étendu, surmoulage du XIXe siècle en plâtre.
  - musée du Louvre :
    - Écorché, bras replié au-dessus de la tête, 1776, bronze fondu par Thomire[38]
    - Portrait d'Alexandre Brongniart, 1777, buste en terre cuite[53] ;
    - Portrait d'Anne-Ange Houdon âgée de quinze mois, 1791, buste en plâtre[54] ;
    - Portrait d'Anne-Ange Houdon âgée de quinze mois, 1790-1791, buste en marbre[55] ;
    - Apollon repoussé par le vent, 1782, médaillon en marbre[56] ;
    - Portrait de Benjamin Franklin, 1778, buste en terre cuite[57] ;
    - Portrait de Buffon, buste en marbre[58] ;
    - Portrait du duc de Choiseul, 1780, buste en marbre[59] ;
    - Portrait de Cicéron, buste en plâtre[60] ;
    - Portrait de la comtesse de Jaucourt, 1777, buste en marbre[61] ;
    - Portrait de Condorcet, vers 1785, buste en terre cuite[62] ;
    - Portrait de Diderot, 1775, buste en marbre[63] ;
    - Diane chasseresse, 1790, statue en bronze[64] ;
    - Portrait de Diderot, 1771, buste en terre cuite[65] ;
    - Portrait de George Washington, 1786, buste en terre cuite[66] ;
    - Portrait de Jean-Charles-Pierre Lenoir, 1784, buste en marbre[67] ;
    - L'Hiver ou La Frileuse, 1793, statuette en terre cuite[68] ;
    - Portrait de Louise Brongniart, 1777, statue en marbre[69] ;
    - Portrait de Louise Brongniart, 1777, buste, terre en cuite[70] ;
    - Portrait de Madame Adélaïde, 1777, buste en marbre[71] ;
    - Portrait de Mme Houdon, buste en plâtre[72] ;
    - Modèle du Monument funéraire du prince Alexandre Mikhaïlovitch Golitsyne, 1777, groupe en terre cuite[73] ;
    - Monument du cœur du comte d'Ennery, 1781, groupe en marbre[74] ;
    - Morphée, 1777, statuette en marbre[75] ;
    - Le Sommeil, statuette en terre cuite ;
    - Portrait de Sabine Houdon âgée de dix mois, 1788, buste en plâtre[76],[77] ;
    - Portrait de Sabine Houdon âgée de quatre ans, vers 1791, buste en plâtre[78] ;
    - Portrait de Sophie Arnould, 1775, buste en marbre[79] :
    - Vestale, 1787, statue en marbre[80] ;
    - Portrait de Voltaire, 1778, buste en marbre[81].
    - Portrait de la princesse de Salm, buste en plâtre, vers 1803[82]

  - palais Bourbon : Thémis.
- Soissons, Musée d'art et d'histoire Saint-Léger
  - Buste de la femme noire, 1781, buste en plâtre (La sculpture sera exposée dans le cadre de l'exposition Fictions of Emancipation au The Metropolitan Museum of Art, New York du 10 mars 2022 au 5 mars 2023.)
- Versailles, musée Lambinet :
  - Voltaire assis ;
  - Buste de Rousseau ;
  - Buste de Claudine Houdon ;
  - Buste de Sabine Houdon ;
  - Buste de La Fayette ;
  - Buste de Washington ;
  - Buste de Jean Charles Pierre Lenoir ;
  - Diane chasseresse, terre cuite.

Italie
- Rome :
  - basilique Sainte-Marie-des-Anges-et-des-Martyrs : Saint-Bruno, 1767, statue en marbre[83] (vestibule).
  - villa Médicis : Écorché, bras droit étendu[84]. Plâtre sur socle intégré. L'exemplaire de la bibliothèque que l'on voit sur internet est une copie en plâtre effectuée par Houdon lui-même (site de la villa, podcast, récitation de Lucie Laurent).
  - Galleria Borghese, Cappella III di Apollo e Dafne. Modèle en plâtre d'environ 1,5 m. représentant saint Jean-Baptiste baptisant.
  - Museo Napoleonico. Napoléon. Grand buste en marbre. Attribution : Cristina Boyer - Christine Boyer, buste en marbre (Première épouse de Lucien Bonaparte).

Portugal
- Lisbonne, musée Calouste-Gulbenkian : Diane chasseresse, 1780, statue en marbre[85].

Royaume-Uni
- Londres, Wallace Collection : Portrait de Mme de Sérilly d'Étigny, 1782, buste en marbre[86].

Russie
- Saint-Pétersbourg, musée de l'Ermitage : Voltaire assis, 1781, statue en marbre.

Suisse
- Genève, Bibliothèque de Genève[23] : 
  - Jean-Jacques Rousseau, 1778, bustes en marbre et en plâtre
  - Jean-Jacques Rousseau, 1778, masque mortuaire
- Neuchâtel, musée d'Art et d'Histoire : Portrait d'Isabelle de Charrière, 1771, buste en plâtre[87].

Œuvres de Jean-Antoine Houdon
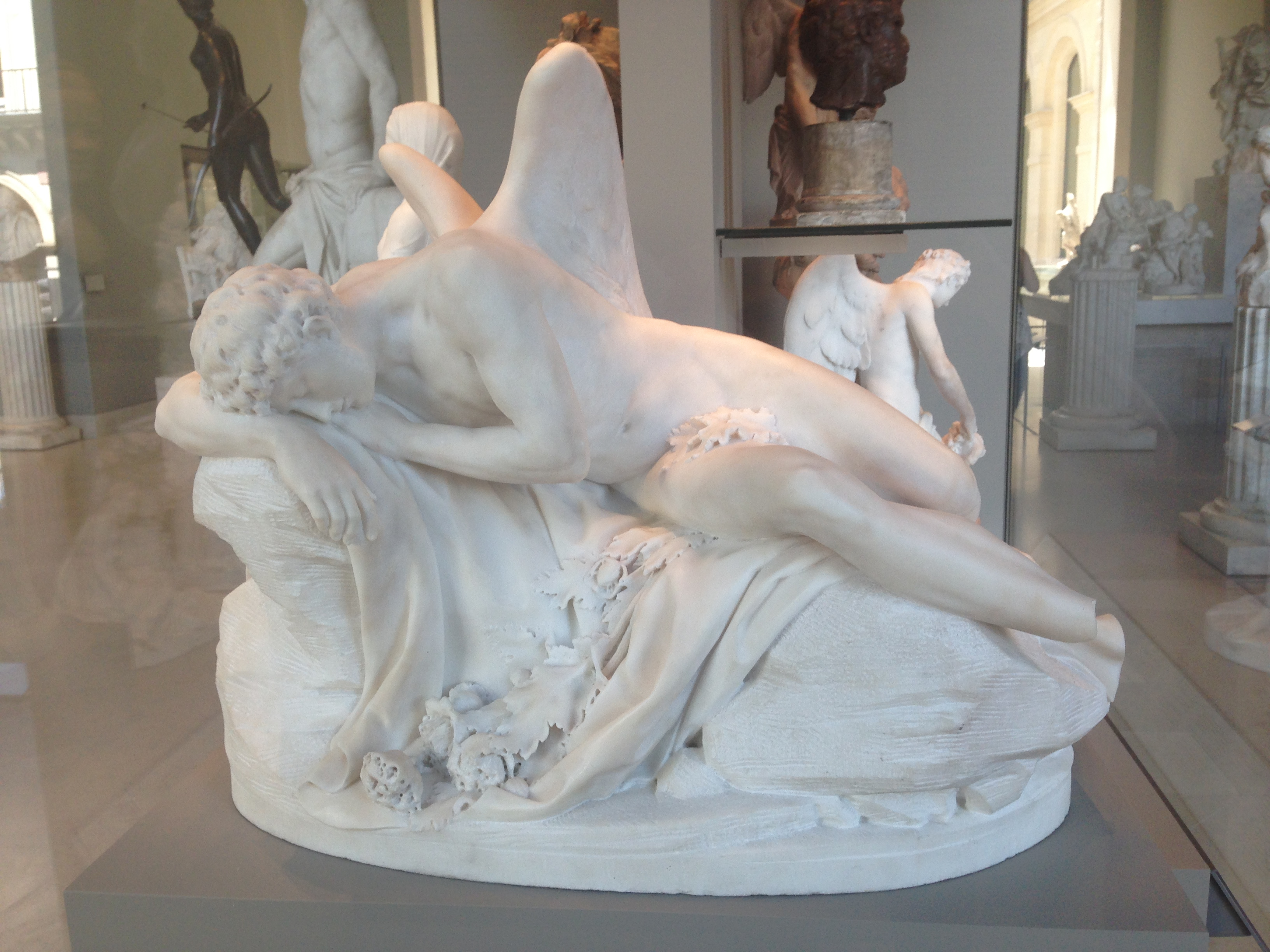
Morphée (1777), marbre, Paris, musée du Louvre.
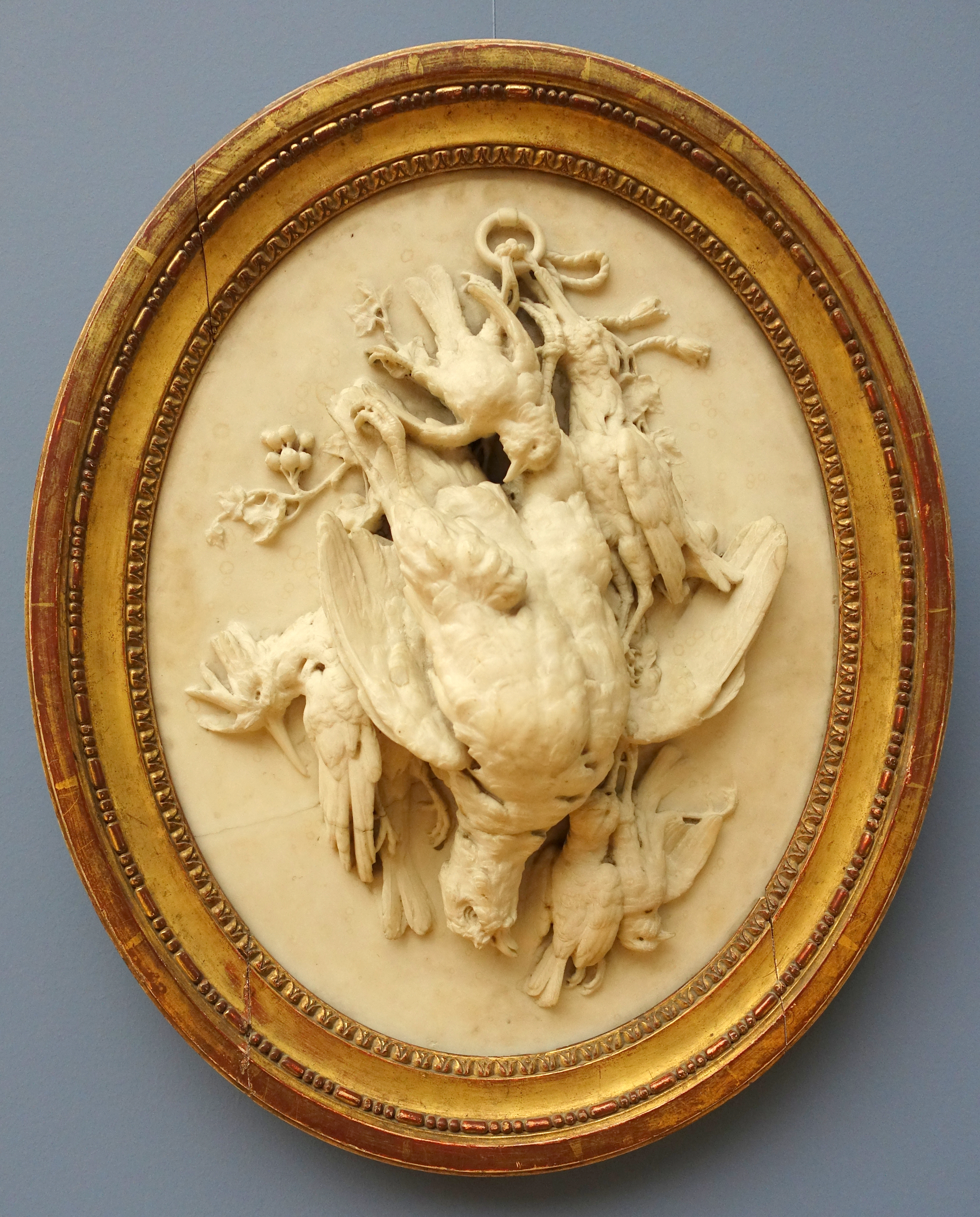
Nature morte. La chasse (vers 1777), marbre, Berlin, Bode-Museum.
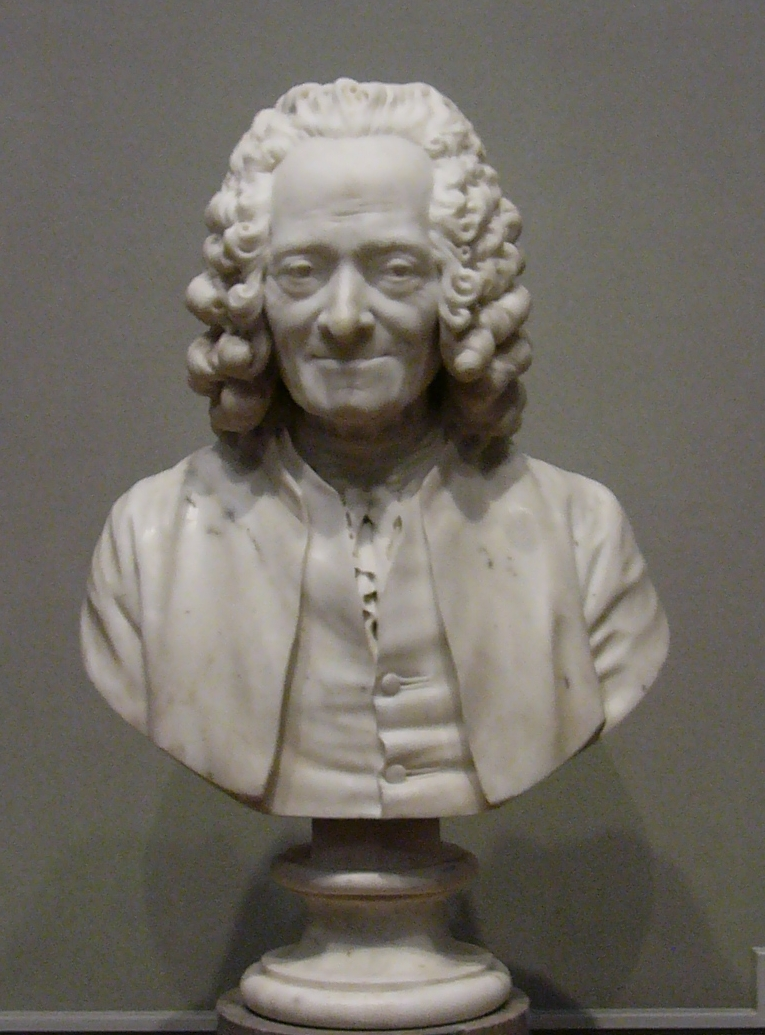
Voltaire (1778), Washington, National Gallery of Art.
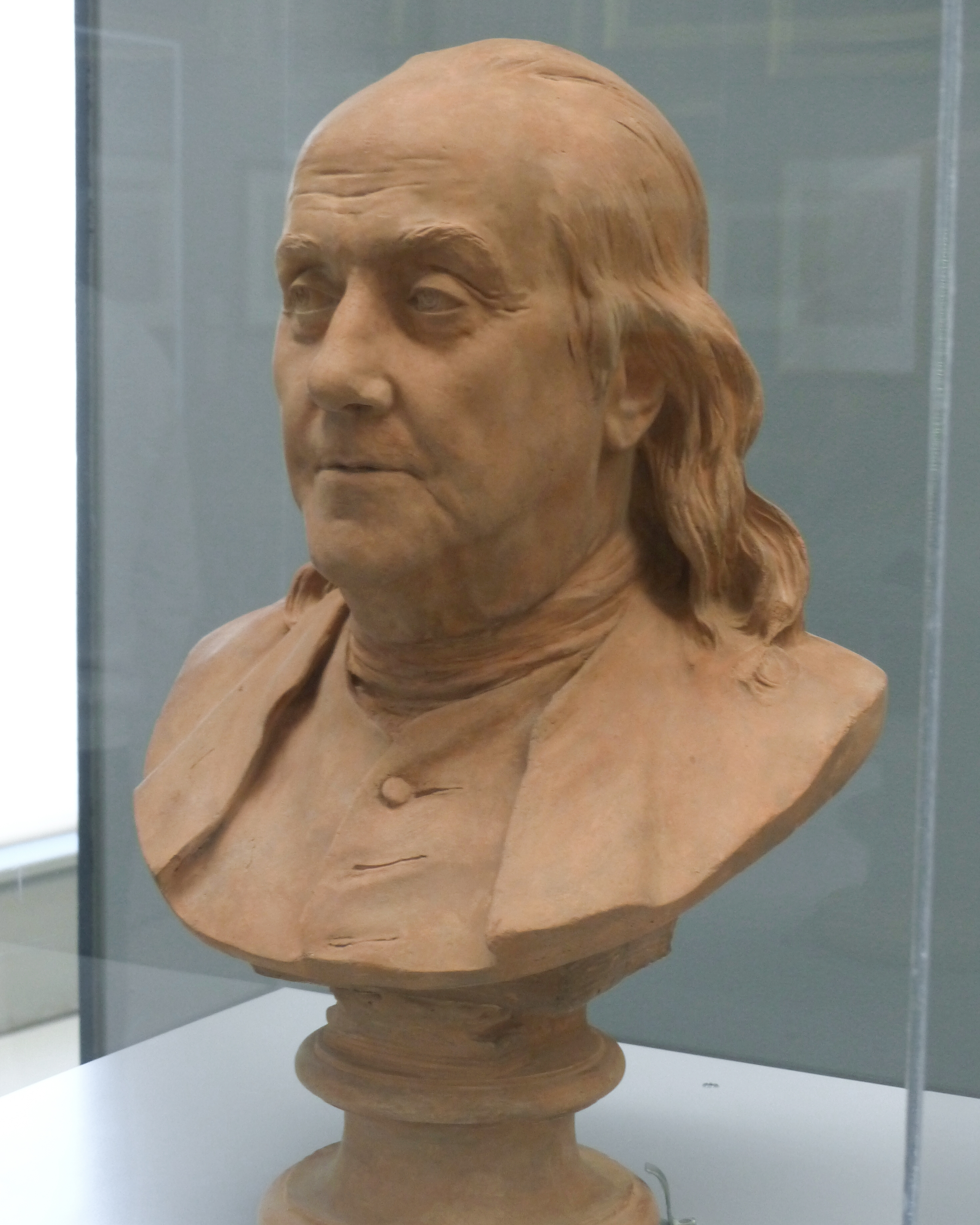
Benjamin Franklin (1778), terre cuite, Montpellier, musée Fabre.
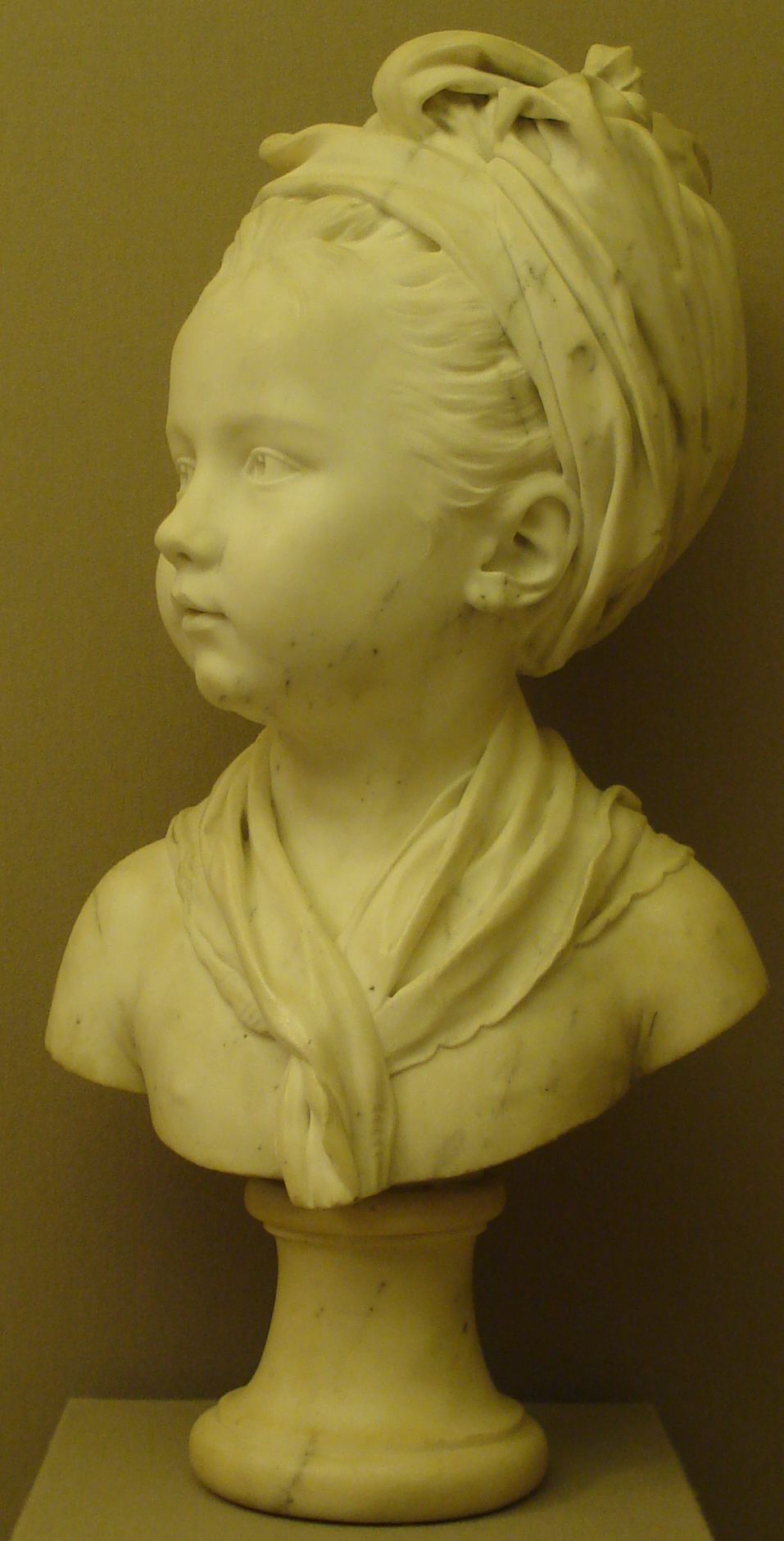
Louise Brongniart (1779), New York, Metropolitan Museum of Art.
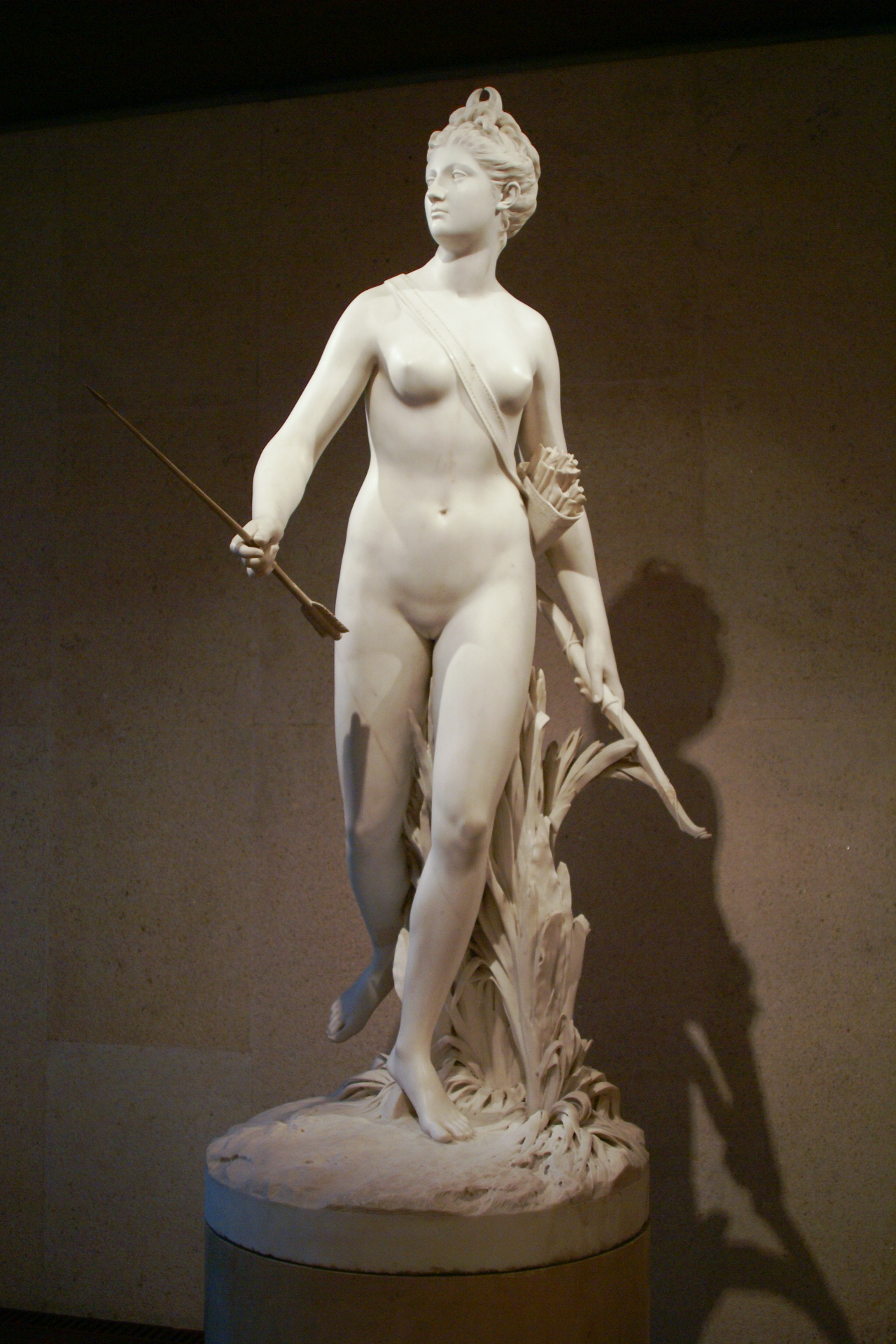
Diane chasseresse (1780), marbre, Lisbonne, musée Calouste-Gulbenkian.
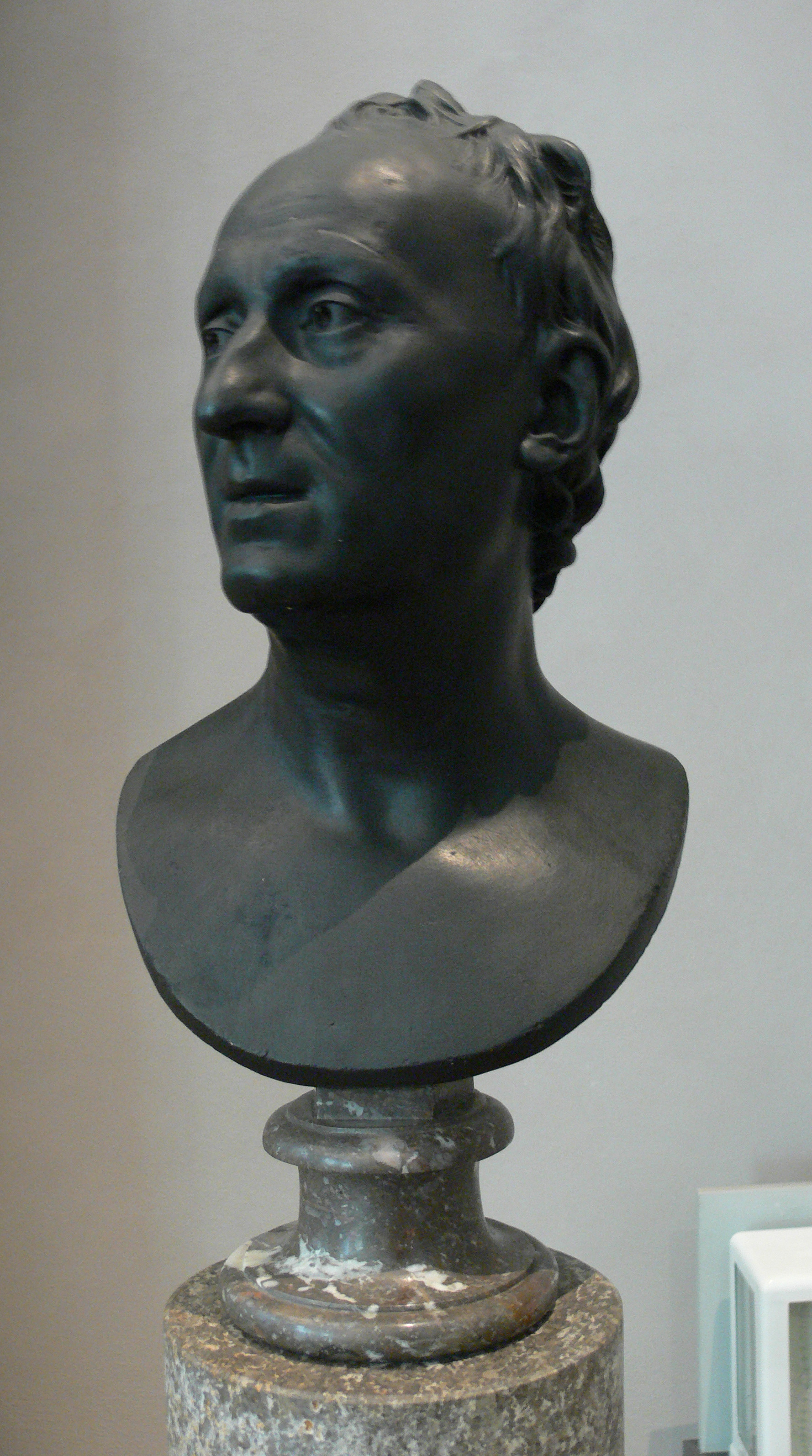
Denis Diderot (1780), plâtre patiné, Munich,musée national de Bavière.
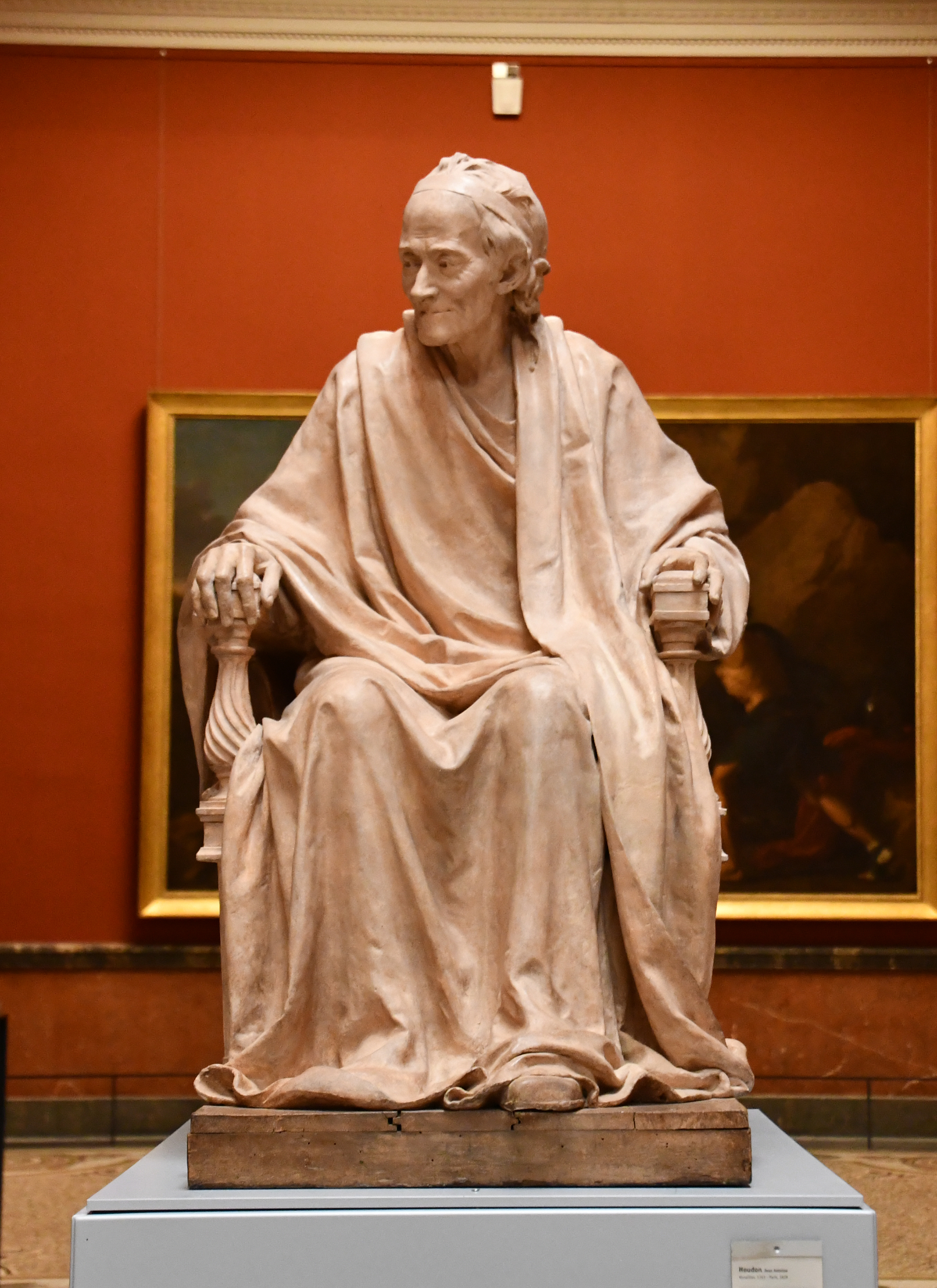
Voltaire assis (vers 1780-1790), terre cuite, Montpellier, musée Fabre.
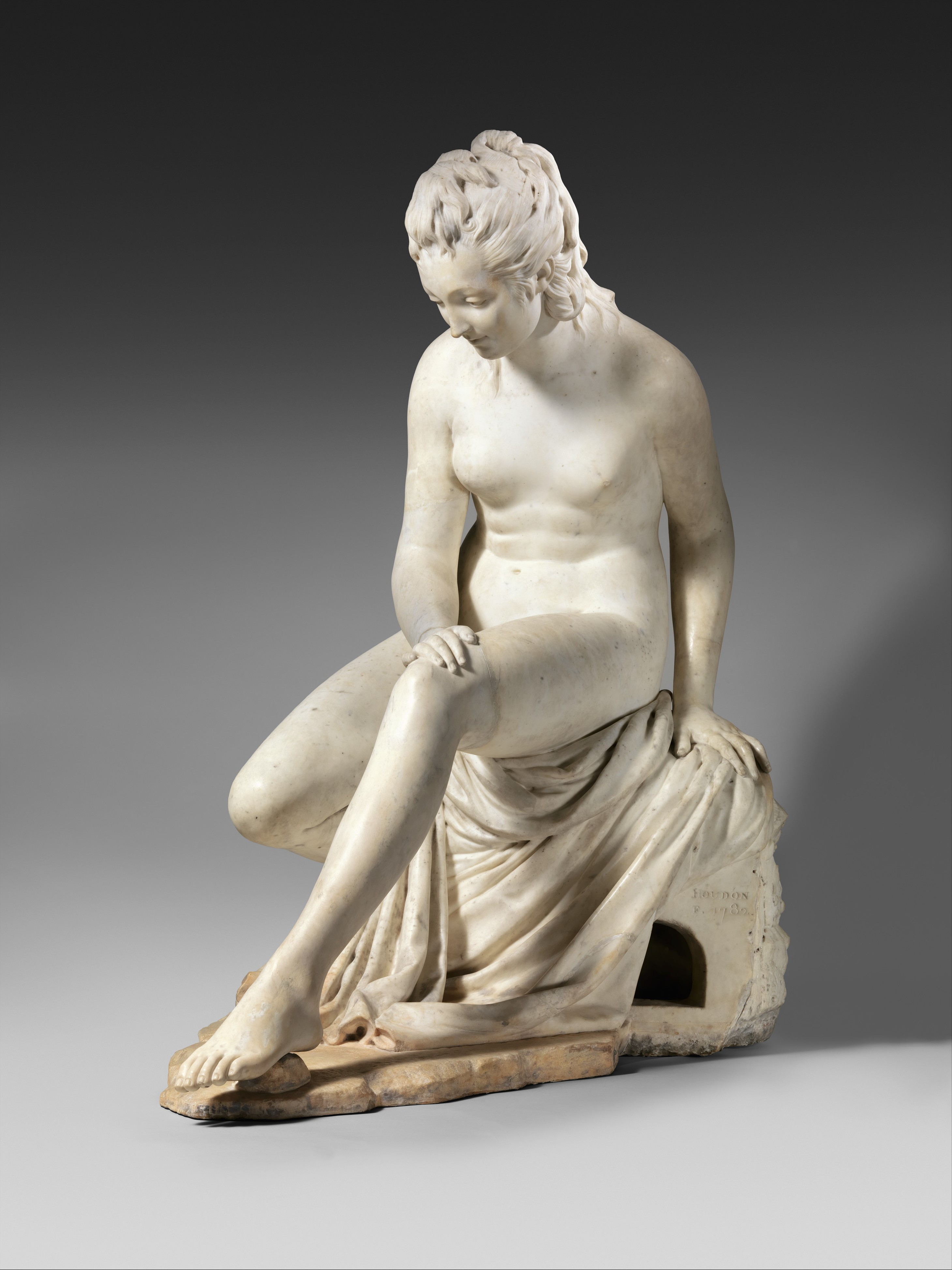
Baigneuse (1782), marbre, New York, Metropolitan Museum of Art.
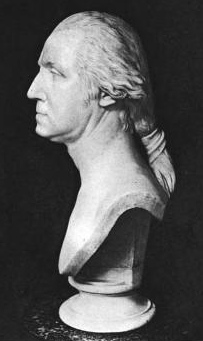
George Washington (vers 1785-1787), plâtre, Mount Vernon.
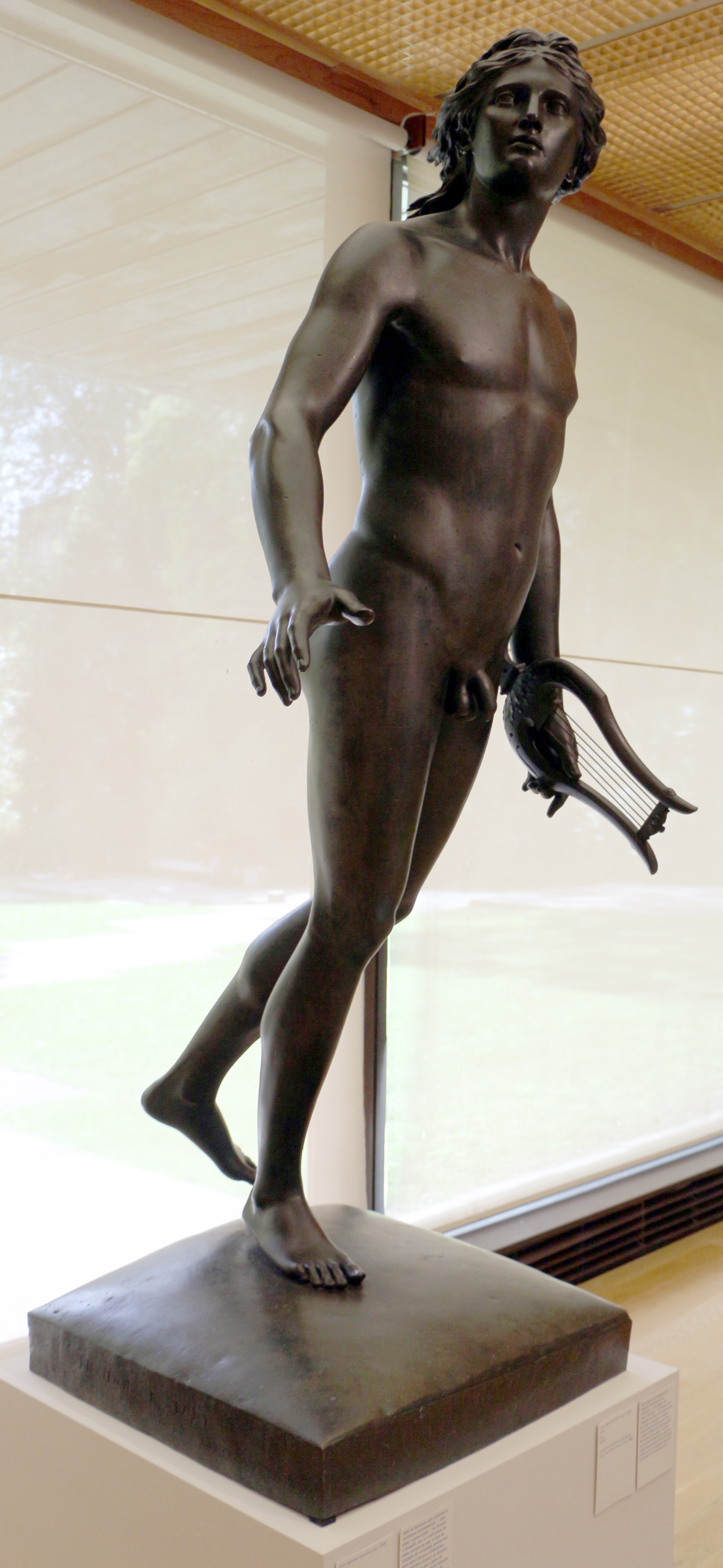
Apollon (1790), bronze, Lisbonne, musée Calouste-Gulbenkian.
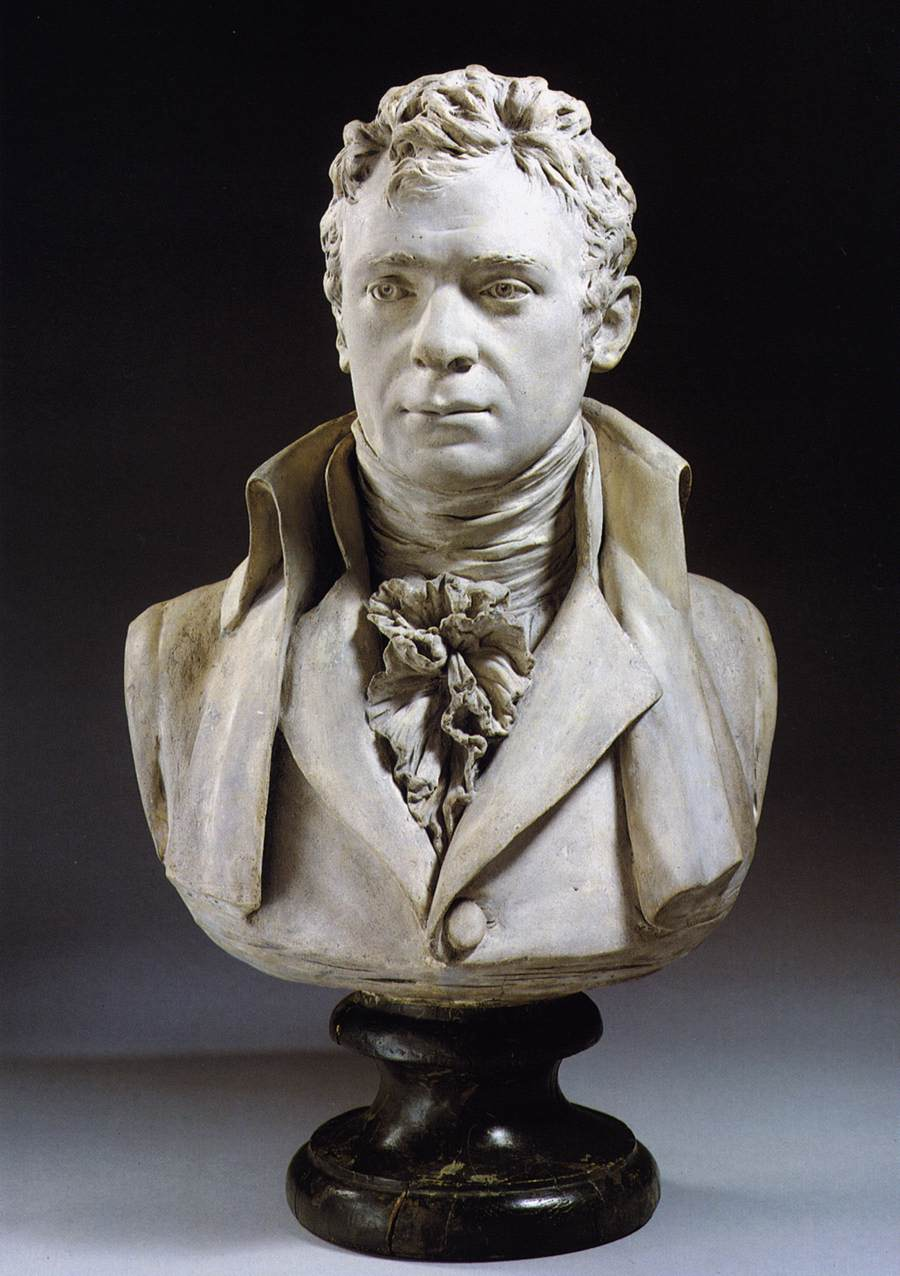
Robert Fulton (1803), plâtre, New York, Metropolitan Museum of Art.
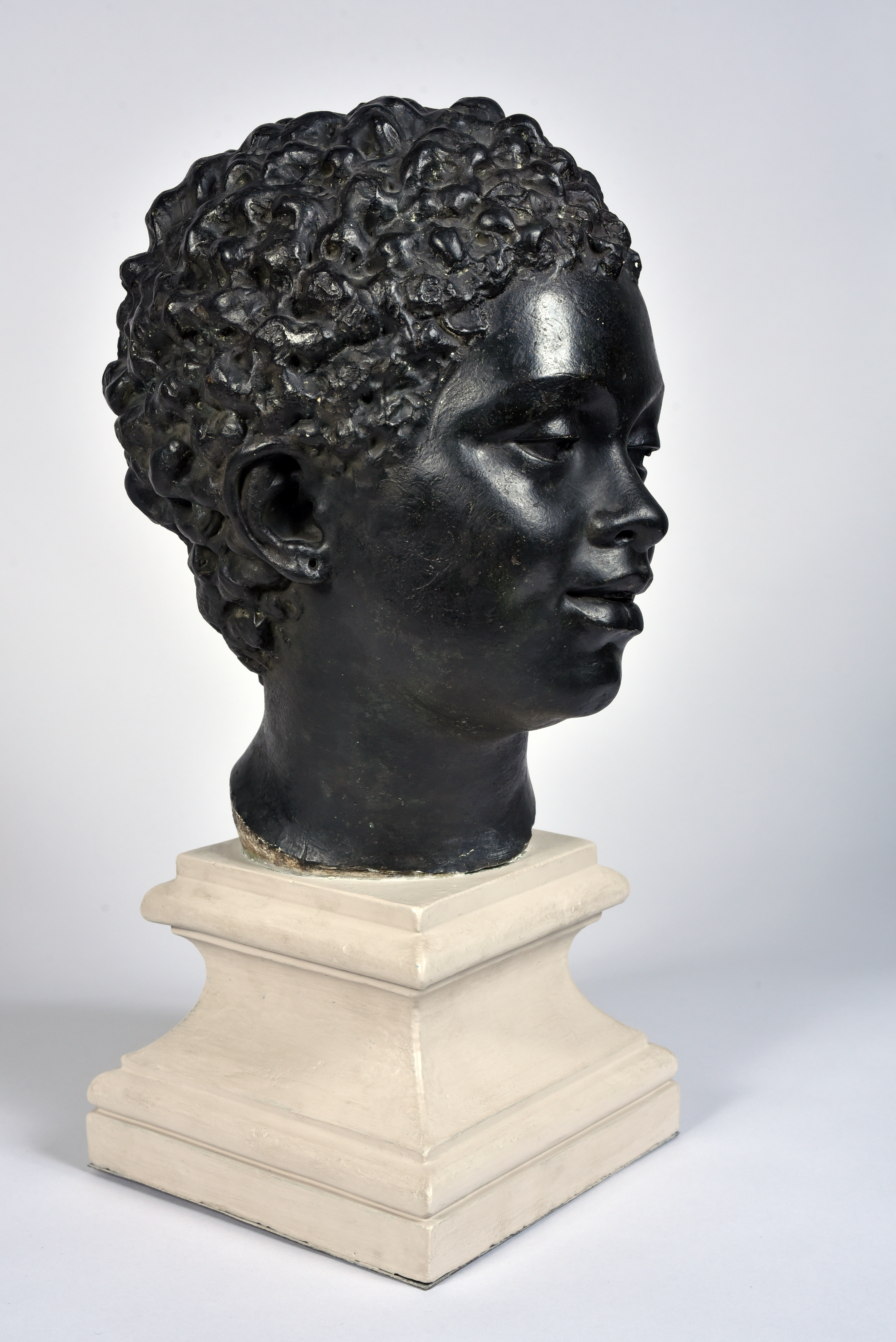
Buste de la femme noire (1781), Soissons, musée d'art et d'histoire Saint-Léger - Musées de Soissons

## Élèves
- Gilles-Lambert Godecharle
- Henri-Joseph Rutxhiel

## Hommages, postérité

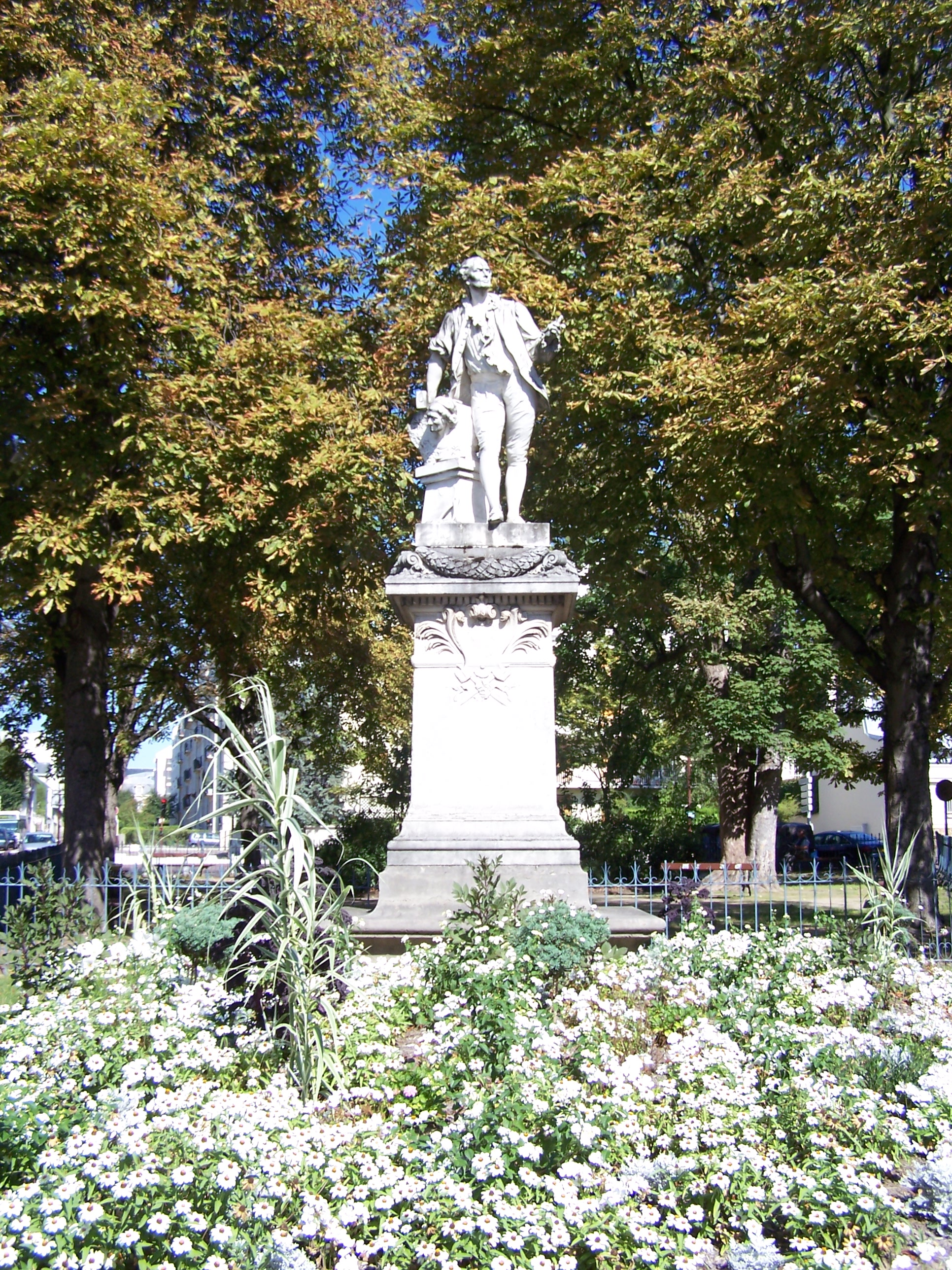
Tony Noël, Monument à Jean-Antoine Houdon (1891), Versailles.

- À Paris, il existe une rue Houdon dans le 18e arrondissement, nommée en l'honneur du sculpteur en 1864.
- À Vitry-sur-Seine, il existe une voie Houdon.
- À Tours, il existe une place à son nom.
- À Rueil-Malmaison ainsi qu'au Plessis-Robinson, il y a une allée Jean-Antoine-Houdon.
- À Versailles, sa ville natale, un square et une rue portent son nom, et un monument conçu par Tony Noël en sa mémoire y a été érigé en 1891.
- À Lisieux, un monument en pierre à sa mémoire est érigé dans le jardin de l'Évêché.
- À Boulogne-sur-Mer, il existe une allée Houdon.

## Armoiries
Armes de chevalier de l'Empire : « D'azur au chevron cousu de gueules du tiers de l'écu, chargé du signe des chevaliers légionnaires, accompagné en chef, à dextre d'un croissant, à sénestre d'un arc et d'une flèche, le tout d'argent ; et en pointe d'un vieillard assis dans un fauteuil, le tout aussi d'argent. » Ces armes rappellent la statue de Voltaire assis dans un fauteuil, un des chefs-d'œuvre de l'artiste.